# Molina de Segura
Molina de Segura es una ciudad y municipio español perteneciente a la Región de Murcia, situada en la comarca natural de la Vega Media del Segura, de la que es considerada capital, siendo sede del partido judicial de su nombre. Su término municipal tiene una extensión de 169,5 km². 
Es el cuarto municipio en población de la Región de Murcia, con 77 493 habitantes (INE 2024), después de Murcia, Cartagena y Lorca. Del total de su población, aproximadamente un 65 % residen en el núcleo urbano, repartiéndose el resto entre 14 pedanías, sobre todo en Romeral, Torrealta, Ribera de Molina y El Llano. Forma parte del área metropolitana de Murcia.

## Geografía
Integrado en la comarca de la Vega Media del Segura, se sitúa a 10 km de la capital murciana. La localidad se encuentra en la margen izquierda del río Segura y se alza a 97 m sobre el nivel del mar. 
El relieve del municipio es extenso y variado. La huerta tradicional se extiende en la vega del río Segura. Fuera del valle aluvial la orografía se hace más elevada tanto por el norte como al este. Hacia el noreste se encuentra la sierra de la Espada (428 m) y en el extremo norte del término municipal se levantan la sierra del Águila (840 m) y la sierra de la Pila, donde se superan los 880 metros de altitud. La altitud oscila entre los 887 m (pico La Poza Amarga) y los 65 m (ribera del Segura en el extremo sur del municipio).
En su término municipal hay quince pedanías, siendo tres las situadas igualmente en la vega del Segura: Ribera de Molina, El Llano de Molina y Torrealta. En la pedanía de Campotéjar y sus adyacentes, localizadas ya fuera de la vega, se han realizado importantes transformaciones de secano a regadío con la dotación de aguas del trasvase Tajo-Segura, siendo actualmente una de las zonas hortofrutícolas productivas más activas de la provincia.
Molina limita en su extremo norte, en la zona de la sierra de la Pila, con los municipios de Blanca y Abarán de la comarca de la Vega Alta del Segura, con los de Archena y Ulea del Valle de Ricote al noroeste, en la zona de Campotéjar, y con los de la Vega Media de Lorquí, Alguazas y Las Torres de Cotillas al oeste, en áreas próximas a la vega del Segura. Por el este limita con Fortuna, perteneciente a la comarca Oriental; y por el sur y este con Murcia capital, de la comarca de la Huerta de Murcia.
| Noroeste: Ulea, Archena y Lorquí | Norte: Blanca y Abarán | Noreste: Fortuna       |
| Oeste: Alguazas                  |                        | Este: Fortuna y Murcia |
| Suroeste: Las Torres de Cotillas | Sur: Murcia            | Sureste: Murcia        |

### Geología
La composición geológica la componen principalmente arcillas. De hecho existen canteras de arcilla y de yeso, si bien no se encuentran en explotación. Los materiales geológicos más antiguos encontrados en el municipio corresponden a rocas metamórficas de la era primaria y que datan de hace 280 millones de años. De igual manera es un municipio tectónicamente activo, existiendo en su subsuelo abundantes fallas como las que sigue el curso del río Segura, produciendo a su paso meandros cuadriculados.
Desde hace unos 65 a unos 35 millones de años, el término molinense se encontraba bajo las aguas del mar Mediterráneo, donde se depositaron tierras y barros con abundantes cantidades de lo que hoy son restos fósiles. Más adelante, hace 25 millones de años, empiezan a ocurrir importantes transformaciones en la geografía local, erigiéndose enormes formaciones de roca bajo el mar y dando lugar a lo que actualmente son los macizos montañosos del norte municipal. Cabe destacar la existencia de numerosos arrecifes de coral en la Serreta de Comalica y sierra de La Espada, La Alcayna y Las Canteras, con una edad de unos 10 millones de años. También en esta época se forma la sierra de la Espada con sedimentos del río Segura, cuando este desembocaba en el término municipal de Molina y era su delta.
La desecación del mar Mediterráneo, motivada por su incomunicación con el océano Atlántico, formó grandes lagos salados que se evaporaron y dejaron las sales y yesos que hoy existen en lugares como Torrealta, Ribera de Molina o la Urbanización El Chorrico. Es en ésta era donde se forman las Salinas de Molina, hace unos 5 millones de años, ya retirado totalmente el mar Mediterráneo. Se originaron entonces fuertes erosiones de aguas pluviales, produciendo importantes ramblas y cañadas como la de Morcillo. Por último, el río Segura deposita los sedimentos necesarios para la formación de una de las huertas más ricas y fértiles de la región.
Su mineralogía está compuesta por abundantes yesos, calcitas, piritas, margas, limonitas, areniscas, calizas, sales y azufres. Los periodos geológicos de los que se han hallado más evidencias son el Paleozoico, Triásico, Jurásico, Cretácico y Terciario.
La orografía de Molina de Segura queda marcada por dos áreas complementarias, correspondiendo una de ellas a la zona norte del municipio y que está formada por margas amarillas. Esta área se prolonga hacia la pedanía de El Rellano entre las sierras de La Pila y La Espada, donde la intercalación de areniscas facilita la formación de un especial paisaje de cuestas. La otra área orográfica es la línea que enlaza Molina con Fortuna, en la cual aparecen fracturas formadas por areniscas duras, conglomerados y margas que en la zona de las Salinas de Molina son margas rosadas con yesos.
En el límite del municipio junto al término municipal de Murcia, se inicia una suave pendiente en dirección a Murcia, dando origen a una serie de lomas y colinas de poca elevación que forman el Cabezo Cortao, y cuyas estribaciones se esconden bajo los sedimentos que originan la huerta de la capital.
Esquemáticamente, Molina se divide geológicamente en tres zonas de sur a norte, dándose en esta dirección un incremento de altitud y antigüedad de los materiales.
- La Molina huertana: se halla al sur del término, y está dominada por arcillas y gravas transportadas por el río Segura a lo largo de los siglos.

- La Molina árida: ocupa la mayor parte del territorio y se compone de conglomerados, yesos y areniscas. Predominan los abarrancamientos producidos por la erosión del agua.

- La Molina montañosa: está situada al norte del municipio y la forman principalmente calizas.

### La huerta y su biodiversidad

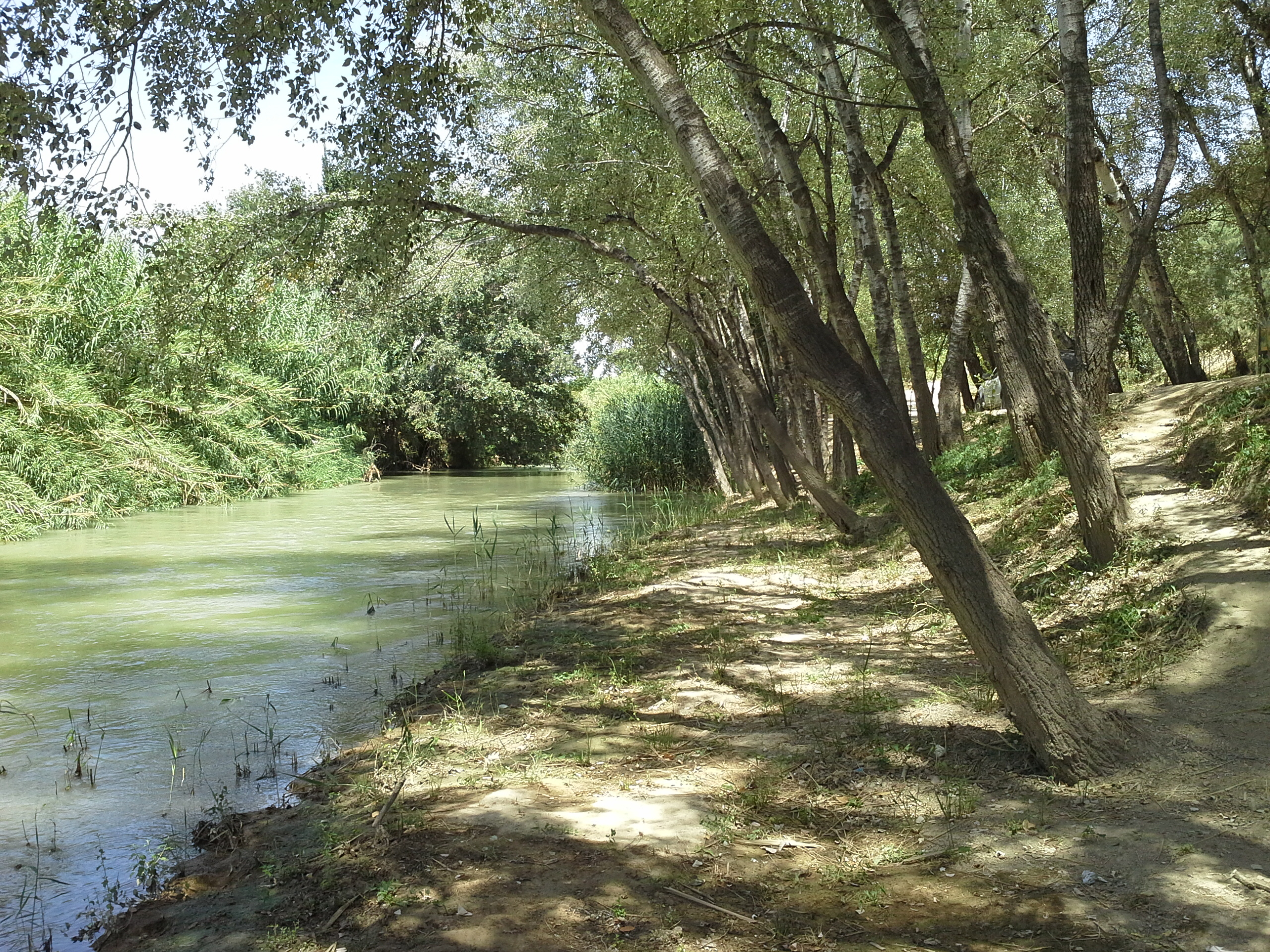
Río Segura y Soto de los Álamos

La agricultura tradicional de las vegas del Segura es una actividad humana que, con origen en la antigua Roma, alcanzó su plenitud en tiempos de Al-Ándalus, surgiendo un entramado de canales de irrigación (acequias, brazales...) que aún hoy se conservan, generando un paisaje agrario minifundista con multitud de valores naturales y etnográficos. Espacio que ante el traslado de la actividad agraria fuera de la vega (gracias a los caudales del Tajo-Segura y a una mayor disponibilidad de tierras y grandes propiedades), está en peligro de desaparición 
Vegetación: Asociados a los cultivos y a la actividad humana aparecen especies de arbolado y arbustos autóctonos, propios de ambientes naturales más húmedos y tradicionalmente plantados por su carácter ornamental y/o producción de alimentos o productos complementarios y que aportan un elemento paisajístico singular como el olmo (Ulmus minor), palmera datilera (Phoenix dactylifera), morera (Morus alba), jinjolero (Ziziphus jujuba), higuera (Picus carica).
Fauna: Muchos son los animales que se han habituado a vivir con el ser humano. Aves, insectos, anfibios, reptiles y mamíferos tienen representantes en la huerta. Destacan las aves como el grupo faunístico vertebrado más notable: mirlo o torda, lavandera blanca (Motacilla alba), verderón, verdecillo, gorrión común, ruiseñor bastardo, curruca cabecinegra, tarabilla común, jilguero. La red de acequias, brazales y regadera constituye un hábitat ideal para los anfibios, tales como la rana verde común o el sapo común. En suelos algo húmedos se localiza la culebrilla ciega, otros reptiles comunes son la culebra de agua y la salamanquesa. Entre los mamíferos más característicos de las zonas de huerta están el murciélago.

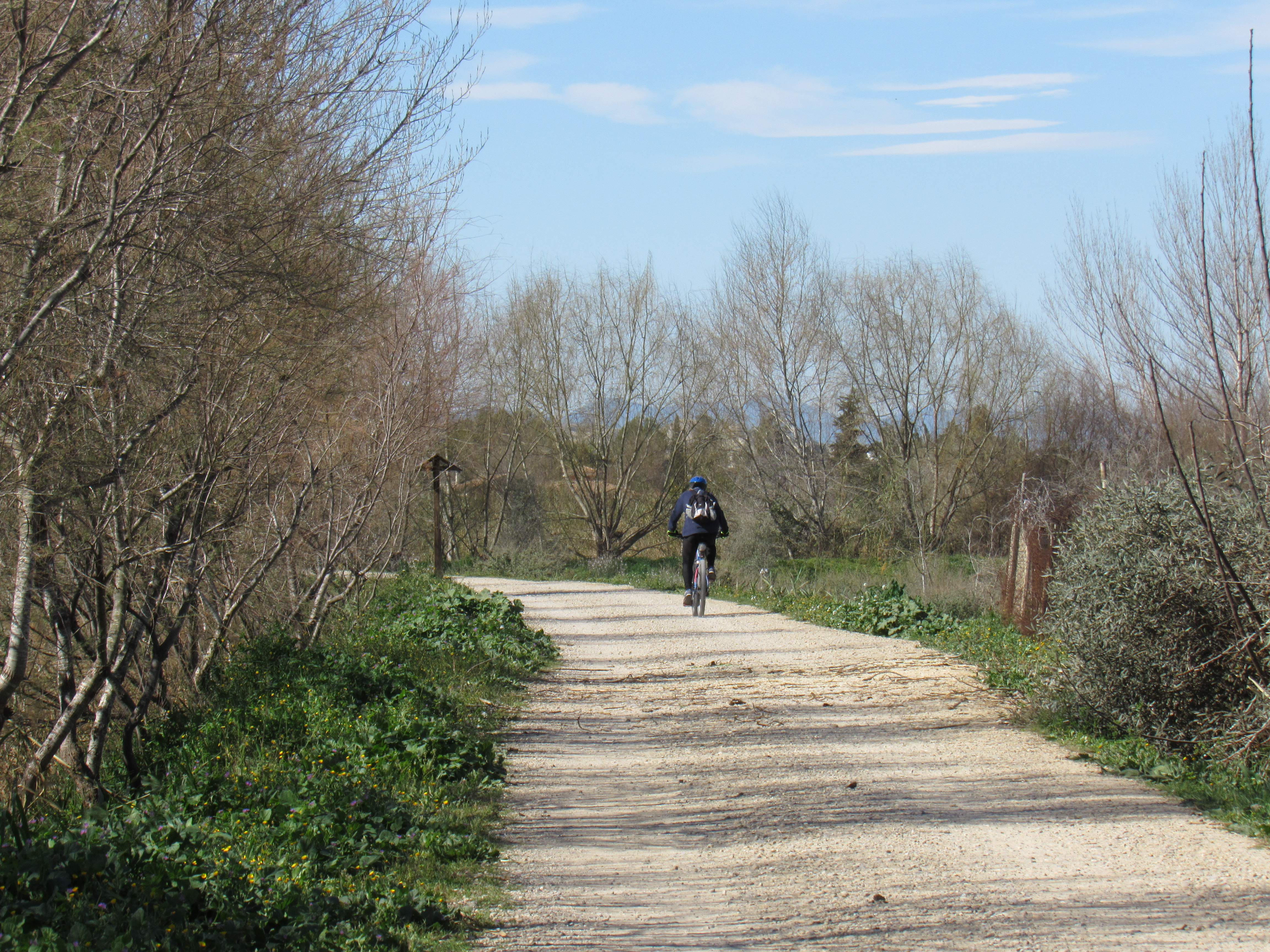
Soto de la Hijuela

### Espacios naturales

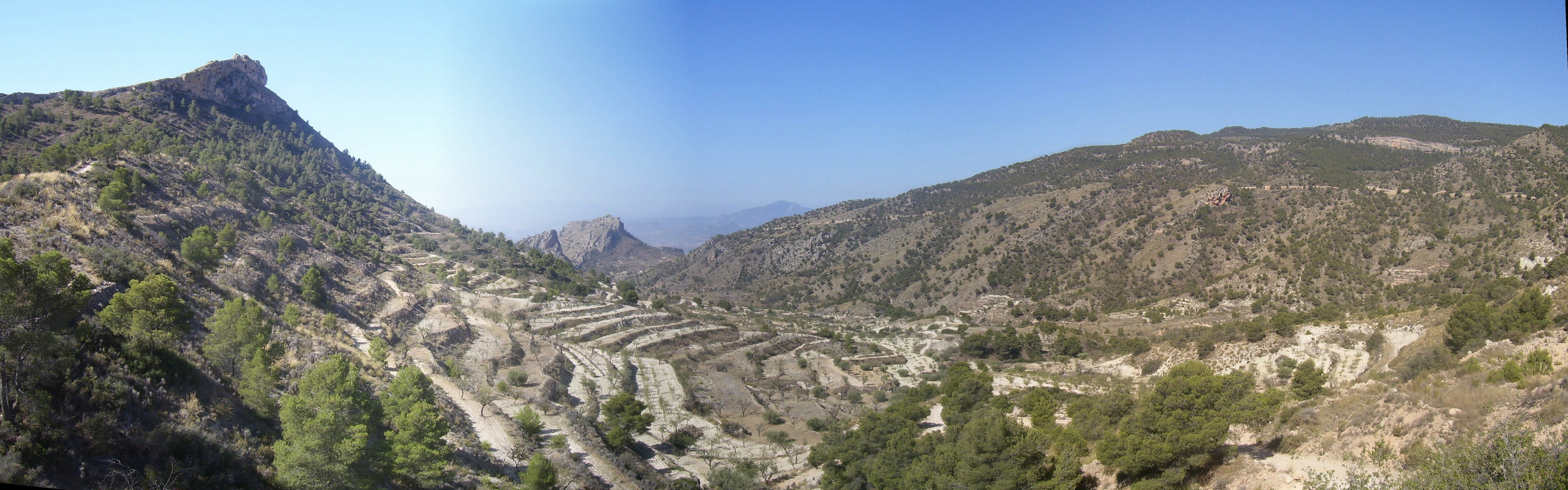
Sierra de la Pila

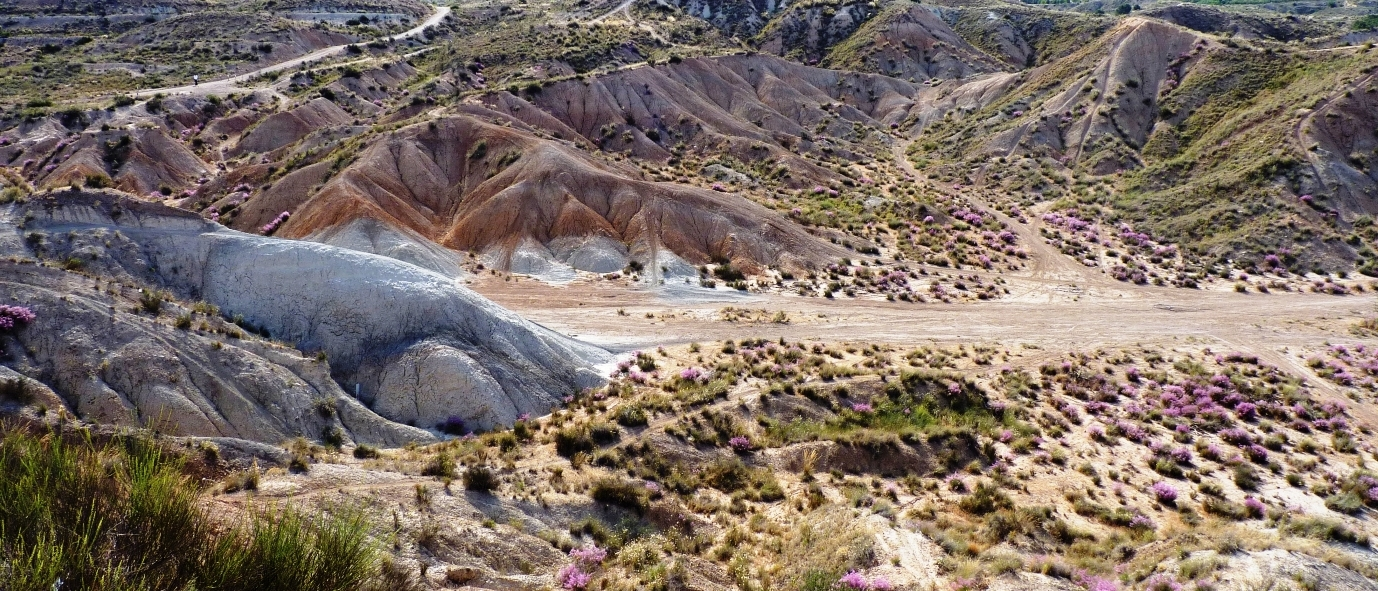
Rambla de Las Salinas

- Sierra de la Pila (en la pedanía de La Hortichuela), declarada parque regional
- Sierra de Lúgar (en la pedanía de La Hurona)
- Sierra de la Espada (en la pedanía de Comala)
- Sierra del Águila (La Hortichuela)
- Loma de Planes
- Lomas de La Alcayna
- Humedal de las Lagunas de Campotéjar (Campotéjar Baja) con la presencia del ave en peligro de extinción malvasía cabeciblanca
- Fuente Setenil (El Romeral)
- Las Salinas de Molina (El Romeral)
- Charca de Los Tarays (El Romeral)
- Fuente de La Poza (El Rellano)
- Rambla del Chorro (La Hurona)
- Rambla del Carrizalejo (Comala)
- Parque Ecológico Vicente Blanes (El Rellano)
- El Río Segura y sus ecosistemas (Huerta de Abajo)
- Humedal del Ajauque y Rambla Salada (El Romeral y Los Valientes), declarado paisaje protegido
- Cabezo de La Albarda (La Albarda)
- Yesos de Ulea y Cabezo de la Plata (Comala)
- Cuevas del Tollo y Rincón del Conejo (Comala)
- Cuesta de los Melones en La Alcayna (El Romeral)
- La Pinada de Altorreal (El Romeral)

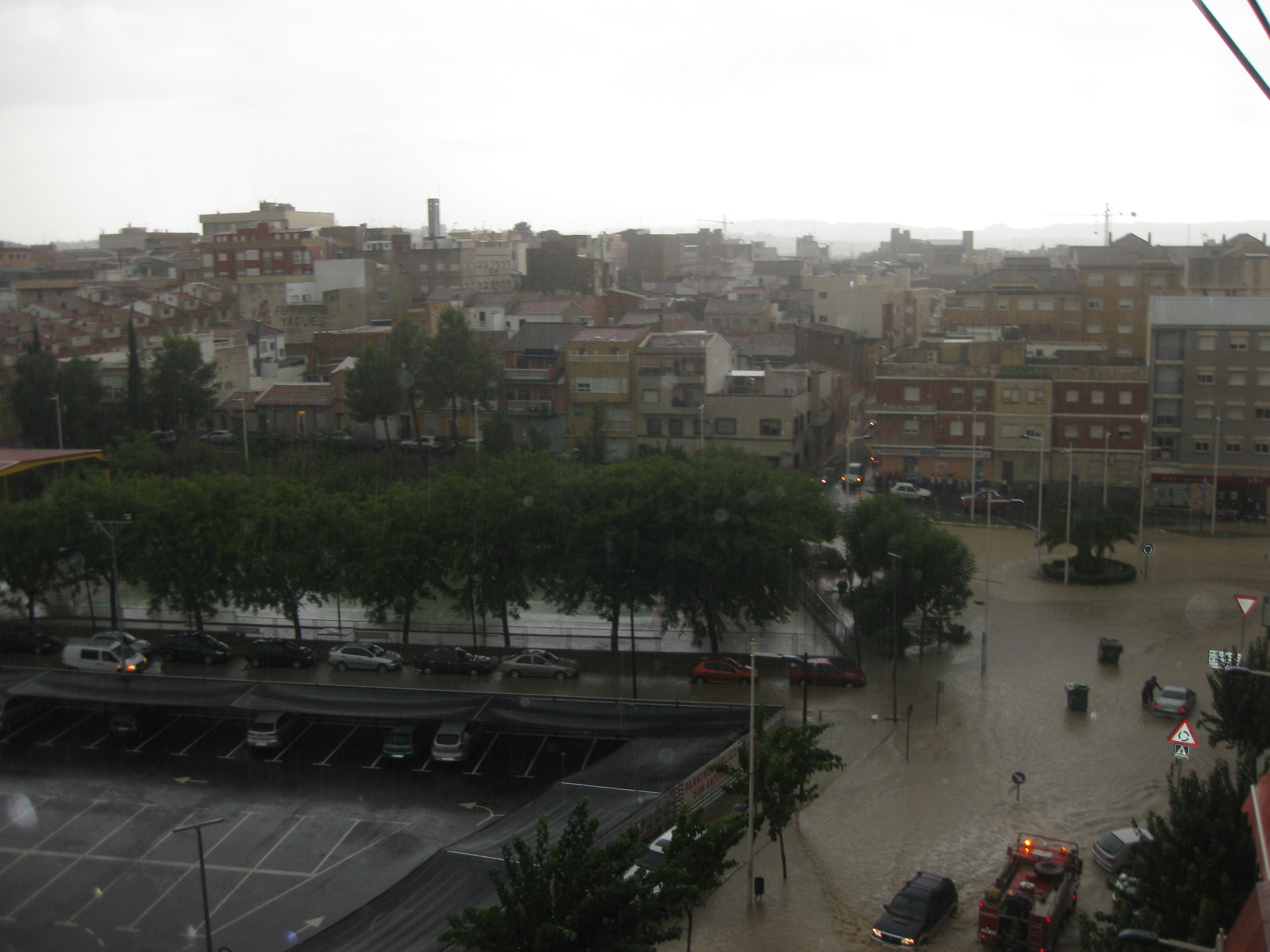
Efectos de la lluvia en Molina de Segura

- Los Alcornocales (El Romeral)

### Clima
Su flora y fauna son características del clima mediterráneo seco, BSk según la clasificación climática de Köppen-Geiger, con una precipitación media de 301 mm al año. Sus inviernos son suaves durante el día y medios durante la noche y unos veranos calurosos.
En otoño se suelen dar lluvias torrenciales que afectan a la localidad, al encontrarse en el camino de multitud de ramblas que bajan de las colinas y los campos que rodean Molina hacia el río Segura, produciéndose cuando las lluvias son muy intensas en ocasiones, inundaciones en el centro del municipio.

## Historia

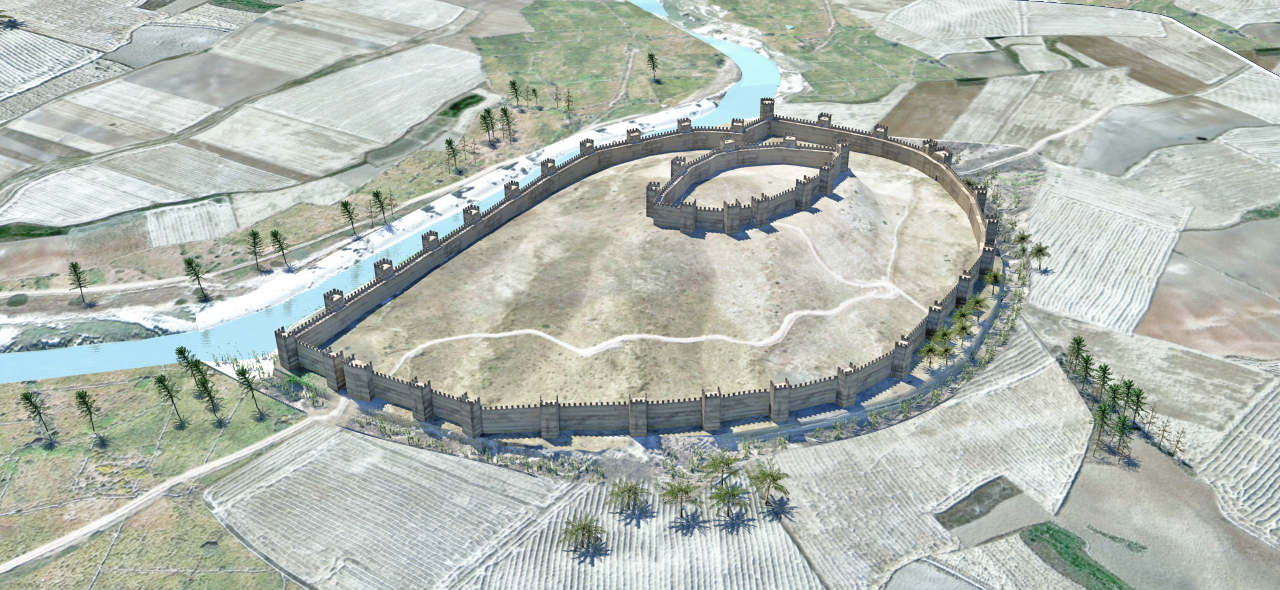
Recreación virtual de la Alcazaba y Muralla

No poseemos datos concretos sobre la fundación de Molina de Segura, aunque los restos de cerámica encontrados en su casco antiguo, principalmente en las excavaciones de la antigua fábrica conservera de Maximino Moreno, nos hablan de una primera presencia romana. Muy posiblemente se trata de una villa romana que controlaría el paso del Segura, ubicada en el actual Barrio del Castillo, que con el paso del tiempo se constituiría en núcleo urbano mayor. La calzada de Carthago Nova (Cartagena) a Complutum (Alcalá de Henares) pasaba por el municipio así como un actus que desde la costa alicantina conectaba a través del actual campo de Molina con Archena y el noroeste murciano.

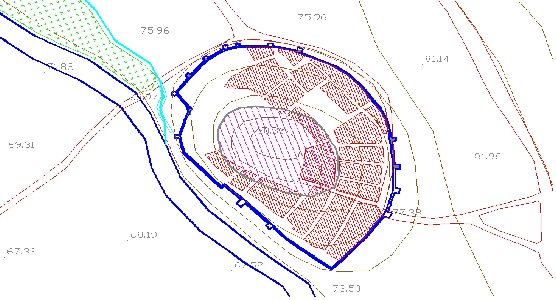
Plano del cerro del castillo de Molina de Segura con indicación del posible trazado de la muralla árabe.

La primera referencia escrita en documentos árabes donde aparece el nombre de Molina la relaciona con los omeyas, que entraron en territorio murciano y acamparon frente al Hişn Mulīna en 896. Posteriormente se la conocería como Mulinat as-Sikka, es decir, Molina de la Calzada ―castellanizada como Molina la Seca―. Otra hito tendría lugar dos siglos después (1096), cuando el Cid Campeador vino al castillo de Molina para reunirse con el rey Alfonso VI e ir juntos a la defensa de Aledo, encuentro que no se llegaría a producir al partir el rey antes de su llegada.
El emir de Murcia Muhammad ibn Mardanis, llamado por los cristianos Rey Lobo (1146-1172), mantuvo un duro enfrentamiento con los almohades establecidos al suroeste peninsular, por lo que fortaleció Molina con una muralla exterior, además de sangrar el río Segura por La Algaida construyendo un azud del que partía la Acequia Mayor, suministrando agua al castillo, consiguiendo un aumento de población.
En 1243, el infante Alfonso de Castilla (posterior Alfonso X el Sabio), en nombre de su padre Fernando III, integra la taifa de Murcia en la Corona de Castilla como protectorado en virtud del Tratado de Alcaraz.
Una vez establecido el castellano Reino de Murcia, Molina acabaría bajo el control del infante Don Juan Manuel, adelantado mayor del reino de Murcia, volviendo posteriormente al dominio real. En 1395, Alonso Yáñez Fajardo, adelantado mayor, recibe Molina como señorío, siendo parte desde entonces de los dominios de la familia Fajardo, que a inicios del siglo XVI adoptarían el título de marqueses de los Vélez, creándose el título de marqués de Molina para el heredero de la familia, otorgado por Carlos I de España en 1535.
El siglo XVII trajo grandes contratiempos para la población, con la expulsión de los moriscos en 1613, la epidemia de peste de 1648 y la riada de San Calixto de 1651, tendencia revertida con la expansión vivida en el siglo XVIII, cuando también se produjo la expulsión de los Jesuitas, que poseían importantes tierras en Molina. El siglo XIX supuso el fin del dominio señorial sobre la villa.
Hasta la reforma de la nomenclatura municipal de 1916 el municipio se llamaba simplemente Molina. En dicha fecha su nombre fue modificado por el de Molina de Segura.
En la primera mitad del siglo XX se desarrollaron las industrias conserveras vegetales en Molina de Segura, lo que provoca una profunda transformación de la economía, convirtiéndose en industrial; y una desruralización de la zona. En 1933 se produce la inauguración definitiva de la Línea Murcia-Caravaca, que contaba con estaciones en la Ribera de Molina y en el casco urbano de Molina. 
Será a partir de la década de 1940 (y con más fuerza a partir de los 1960) cuando se produzca el auge más espectacular de la industria conservera, convirtiéndose en uno de los centros conserveros de mayor importancia nacional. Tras la crisis del sector en los años 90, la industria molinense vivió una reconversión hacia otros ámbitos alimentarios, químicos, auxiliares, etc. que permitió mantener su peso en la economía del municipio.

## Administración y política

### Gobierno municipal

Composición del pleno en 2023. Líder del PSOE: Eliseo García Cantó. Líder del PP: José Ángel Alfonso Hernández. Líder de Vox: Antonio Martínez Sánchez

El edificio del Ayuntamiento es obra del arquitecto Plácido Jiménez Cañadas. Inaugurado en 1987. Se encuentra ubicado en una plaza junto al parque de la Compañía. El parque de la Compañía está ubicado en los terrenos donde estuvo emplazada la residencia de la Compañía de Jesús. Tiene una extensión de 70 000 metros cuadrados y alberga unos 750 tipos de plantas diferentes de especies autóctonas. Este espacio natural, consta del auditorio descubierto Tomás Fernández Gil, la plaza de España y la Noria de la Compañía, del siglo XVIII. Cuenta también con paseos arbolados y un Parque Biosaludable. 
| Periodo   | Nombre                           | Partido | Partido                                               |
| --------- | -------------------------------- | ------- | ----------------------------------------------------- |
| 1979-1983 | Francisco Vivas Palazón          |         | Partido Socialista de la Región de Murcia (PSRM-PSOE) |
| 1983-1991 | Fulgencio Puche Oliva            |         | Partido Socialista de la Región de Murcia (PSRM-PSOE) |
| 1991-1994 | Andrés Palazón Gómez             |         | Partido Socialista de la Región de Murcia (PSRM-PSOE) |
| 1994-1995 | José Cruzado Quevedo             |         | Partido Socialista de la Región de Murcia (PSRM-PSOE) |
| 1995-2016 | Eduardo Javier Contreras Linares |         | Partido Popular (PP)                                  |
| 2016-2021 | Esther Clavero Mira              |         | Partido Socialista de la Región de Murcia (PSRM-PSOE) |
| 2021-2023 | Eliseo García Cantó              |         | Partido Socialista de la Región de Murcia (PSRM-PSOE) |
| 2023-act. | José Ángel Alfonso Hernández     |         | Partido Popular (PP)                                  |

| Partido político                                      | 2023        | 2023        | 2023        | 2019   | 2019  | 2019       | 2015  | 2015  | 2015       | 2011   | 2011  | 2011       | 2007   | 2007  | 2007       |
| Partido político                                      | Votos       | %           | Concejales  | Votos  | %     | Concejales | Votos | %     | Concejales | Votos  | %     | Concejales | Votos  | %     | Concejales |
| Partido Socialista de la Región de Murcia (PSRM-PSOE) | 12 956      | 38,43       | 11          | 13 491 | 42,96 | 12         | 6618  | 21,77 | 6          | 5799   | 19,69 | 5          | 7351   | 27,29 | 7          |
| Partido Popular (PP)                                  | 10 916      | 32,38       | 9           | 8610   | 27,41 | 7          | 9097  | 29,92 | 9          | 15 247 | 51,78 | 15         | 16 584 | 61,58 | 16         |
| Vox                                                   | 5881        | 17,44       | 5           | 2755   | 8,77  | 2          | 521   | 1,71  | 0          | —      | —     | —          | —      | —     | —          |
| Podemos                                               | 619         | 1,83        | 0           | 1578   | 5,02  | 1          | 4546  | 14,95 | 4          | —      | —     | —          | —      | —     | —          |
| Ciudadanos (CS)                                       | 365         | 1,08        | 0           | 3584   | 11,41 | 3          | 5840  | 19,21 | 5          | 1721   | 5,84  | 1          | —      | —     | —          |
| Izquierda Unida (IU)                                  | Con Podemos | Con Podemos | Con Podemos | 587    | 1,86  | 0          | 1845  | 6,07  | 1          | 2696   | 9,16  | 2          | 2455   | 9,12  | 2          |
| Unión Progreso y Democracia (UPyD)                    | —           | —           | —           | —      | —     | —          | 1437  | 4,73  | 0          | 2222   | 7,55  | 2          | —      | —     | —          |

### Organización territorial
Barrios
Molina de Segura se encuentra muy sectorizada y delimitada en su casco urbano, el cual se compone de multitud de barrios bien diferenciados y delimitados por la Federación de Asociaciones de Vecinos Interbarrios del municipio. Los principales son el Barrio Centro, San Antonio, Fátima, La Cerámica, El Sifón, San José y Los Ángeles, San Roque, El Carmen, San Miguel, Santa Bárbara, Punta del Lugar, Santa Rita, Sagrado Corazón, La Ermita, El Castillo, La Molineta, Los Vientos, El Panderón, La Barceloneta, Cañada de las Eras y San Francisco. En su mayoría cuentan con una asociación de vecinos, otras de mujer, tercera edad, juvenil, etc. y un centro social municipal dependiente del Ayuntamiento y donde se llevan a cabo multitud de programaciones y actividades diariamente.
Pedanías
Molina de Segura tiene un total de quince pedanías, de las cuales, tres se encuentran en zona de regadío tradicional en plena vega del Segura, Ribera de Molina, El Llano de Molina y Torrealta, y las demás en antigua área de secano, fuera de la vega. En Romeral se hallan multitud de urbanizaciones de segunda residencia y gran parte de viviendas de primera.
| Entidad de población   | Habitantes (2020) |
| ---------------------- | ----------------- |
| Molina (Municipio)     | 73 095            |
| Albarda                | 128               |
| Campotéjar Alta        | 202               |
| Campotéjar Baja        | 57                |
| Comala                 | 121               |
| El Llano               | 2 234             |
| Fenazar                | 441               |
| La Espada              | 160               |
| La Hornera             | 180               |
| La Hurona              | 27                |
| Molina (núcleo urbano) | 46 980            |
| Rellano                | 92                |
| Ribera de Molina       | 3 056             |
| Romeral                | 17 412            |
| Torrealta              | 1 477             |
| Los Valientes          | 528               |

Urbanizaciones

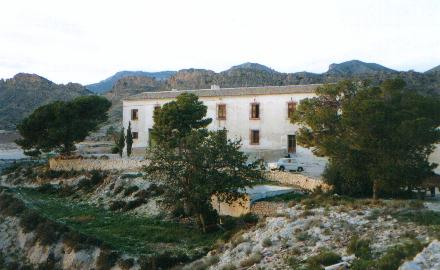
Casona histórica de La Hortichuela en la pedanía molinense del mismo nombre

En los alrededores de Molina de Segura, especialmente en la pedanía de Romeral, se han desarrollado numerosas urbanizaciones, entre las que destacan Altorreal (la mayor en habitantes), La Alcayna, Los Conejos, Los Olivos, La Quinta-Tierra Cálida, Monte Príncipe, El Chorrico, Agridulce-Casas del Aire, Los Vientos, Casa Ros, Finca Maximino, El Romeral II, El Pino o Casas del Cura. Se trata de uno de los municipios murcianos con más viviendas de segunda residencia. 
En la década de los 70 comenzó a gestarse la creación de una urbanización en la zona norte de Molina de Segura. En los terrenos que se consideraron para su creación, se encontraba un monte cuyo nombre era Alcayna, siendo este el nombre que se adoptó para la nueva Urbanización.
La Urbanización La Alcayna pasará a ocupar un pequeño valle con una orientación que transcurre de levante a poniente y a una altitud media de unos 200 metros sobre el nivel del mar. El Plan Parcial La Alcayna fue aprobado definitivamente en el año 1978.
En el año 1988 se crea por el Ayuntamiento de Molina de Segura, dotándola de Estatutos propios, la Entidad Urbanística Colaboradora de Conservación, con el fin de que los propietarios gestionen las zonas comunes y todos aquellos servicios que se acuerden en Asamblea General, dentro del marco legal oportuno y en beneficio del núcleo residencial.
Asimismo, ocurre con la urbanización Altorreal, que se empezó a urbanizar en 1982, incluyendo un campo de golf de 18 hoyos, diseñado por Dave Thomas, inaugurado en 1993.
La Entidad tiene naturaleza administrativa, personalidad jurídica propia y plena capacidad para el cumplimiento de sus fines, siendo regida por la Asamblea General, constituida por todos los propietarios de parcelas de la Urbanización, siendo sus acuerdos vinculantes.
La Asamblea General procederá a la elección de los miembros de la Junta Rectora, órgano de gestión e impulsión de la Entidad de Conservación, que actuará de acuerdo a las directrices marcadas por la Asamblea General y a la que tiene que someter anualmente la aprobación de la gestión realizada.

## Demografía
Molina de Segura cuenta con una población de 77 493 habitantes (INE 2024). Es el cuarto municipio con mayor número de habitantes de la Región después de Murcia, Cartagena y Lorca.
| Gráfica de evolución demográfica de Molina de Segura entre 1842 y 2021 |
| |
| Población de derecho según los censos de población del INE Población de hecho según los censos de población del INEEn estos censos se denominaba Molina: 1842, 1857, 1860, 1877, 1887, 1897, 1900 y 1910 |

### Transporte y comunicaciones

#### Carreteras
El término municipal está atravesado por la autovía A-30, por la carretera N-301 entre los pK 373-374 y 379-385 y por la N-344, que permite la comunicación con Alcantarilla.

#### Autobús
El municipio dispone de las siguientes líneas urbanas:
| Línea   | Recorrido                                           | Operador            |
| ------- | --------------------------------------------------- | ------------------- |
| 1A      | Molina - Los Vientos                                | Autocares de Molina |
| 1B      | Molina - Torrealta - Ribera                         | Autocares de Molina |
| 1C      | Molina - Los Valientes                              | Autocares de Molina |
| 2       | Molina - Casco urbano                               | Autocares de Molina |
| 3A      | Molina - Altorreal - La Alcayna - Los Valientes     | Autocares de Molina |
| 3B      | Molina - Huerta de Arriba - Llano - Huerta de Abajo | Autocares de Molina |
| MUR-090 | Molina - El Rellano                                 | Interbus            |

El servicio de viajeros por carretera del municipio se engloba dentro de la marca Movibus, el sistema de transporte público interurbano de la Región de Murcia (España), que incluye los servicios de autobús de titularidad autonómica.
| Línea | Recorrido                                                                          | Recorrido                                                                          | Recorrido                                                                          | Operador |
| ----- | ---------------------------------------------------------------------------------- | ---------------------------------------------------------------------------------- | ---------------------------------------------------------------------------------- | -------- |
| 14    | Alcantarilla - Javalí Nuevo - Las Torres de Cotillas - Alguazas - Molina de Segura | Alcantarilla - Javalí Nuevo - Las Torres de Cotillas - Alguazas - Molina de Segura | Alcantarilla - Javalí Nuevo - Las Torres de Cotillas - Alguazas - Molina de Segura | Monbus   |
| 31    | Ceutí                                                                              | Lorquí Alguazas                                                                    | Molina de Segura - Campus de Espinardo - Murcia                                    | Interbus |
| 32A   | Molina de Segura - Murcia                                                          | Molina de Segura - Murcia                                                          | Molina de Segura - Murcia                                                          | Interbus |
| 32B   | Molina de Segura - centros comerciales - Murcia - El Palmar                        | Molina de Segura - centros comerciales - Murcia - El Palmar                        | Molina de Segura - centros comerciales - Murcia - El Palmar                        | Interbus |
| 33    | Molina de Segura - Campus de Espinardo - UCAM                                      | Molina de Segura - Campus de Espinardo - UCAM                                      | Molina de Segura - Campus de Espinardo - UCAM                                      | Interbus |
| 35    | Altorreal - Murcia                                                                 | Altorreal - Murcia                                                                 | Altorreal - Murcia                                                                 | Interbus |
| 36    | Archena - La Algaida - Lorquí - Molina de Segura - Campus de Espinardo - Murcia    | Archena - La Algaida - Lorquí - Molina de Segura - Campus de Espinardo - Murcia    | Archena - La Algaida - Lorquí - Molina de Segura - Campus de Espinardo - Murcia    | Interbus |
| 37    | La Alcayna - Murcia                                                                | La Alcayna - Murcia                                                                | La Alcayna - Murcia                                                                | Interbus |
| 38    | Ribera de Molina - Torrealta - Murcia                                              | Ribera de Molina - Torrealta - Murcia                                              | Ribera de Molina - Torrealta - Murcia                                              | Interbus |

También dispone de conexiones con Cieza y Mula, entre otros:
| Línea     | Recorrido                               | Operador |
| --------- | --------------------------------------- | -------- |
| MUR-025-3 | Mula - Molina de Segura - Murcia        | Interbus |
| MUR-084   | Yecla - Jumilla - Murcia                | Interbus |
| MUR-085-1 | Cieza - Murcia                          | Interbus |
| MUR-085-2 | Moratalla - Calasparra - Cieza - Murcia | Interbus |
| MUR-092-1 | Valle de Ricote - Murcia                | Interbus |

También dispone de conexiones a destinos nacionales, desde la estación de autobuses, mediante la siguiente línea:
| Línea   | Recorrido                      | Operador |
| ------- | ------------------------------ | -------- |
| VAC-055 | Madrid - Alicante con hijuelas | ALSA     |

#### FROET
La Federación Regional de Organizaciones Empresariales de Transporte de Murcia, FROET, se constituye formalmente en 1982, tras el acuerdo de distintas asociaciones de transportistas de diferentes especialidades o ámbito territorial de la región constituidas en 1977 al amparo de la Ley 19 de 1 de abril y que ya desde entonces disponían del mismo organigrama funcional y el mismo domicilio social. Por tanto son veinticinco años al servicio de los intereses de los transportistas de la Región de Murcia.
En la actualidad se encuentran afiliadas a FROET cerca de 1400 empresas.
Además de la defensa de los intereses generales del sector del transporte, al que pertenecen sus empresas también FROET presta a sus asociados a través de la Federación Empresarial de Servicios al Transporte, FESET, organización dependiente de FROET, servicios que son esenciales para el normal desarrollo de su actividad, entre los que destacan:
- Asesoría jurídica, laboral, fiscal y contable
- Consejeros de seguridad de mercancías peligrosas
- Prevención de riesgos laborales
- Gestoría
- Formación, información y documentación
- Telefonía móvil
- Tarjetas de combustible
- Seguros

En la prestación de estos servicios FROET tiene asegurada la calidad, habiendo obtenido la certificación ISO 9002 con fecha 20 de diciembre de 2000.
Molina de Segura es uno de los municipios con mayor concentración de empresas de transporte por carretera del país. Con una importante flota de camiones y furgones que excede de los 6000, de los 41 000 vehículos del término municipal, se configura como ciudad puntera en transportes frigoríficos principalmente. Destacan las empresas Primafrio, Campillo Palmera, Filardi, El Mosca, Juan Gómez, Medina, Apellan, Capitrans, etc.

## Economía
Molina de Segura se ha dedicado tradicionalmente a la industria conservera y a sus derivadas y afines, siendo en la actualidad una de las ciudades más industrializadas del sureste español, al ser sede de multitud de firmas, como Vidal, Jake o Fini de golosinas, la química Francisco Aragón, o Bemasa de envases, entre otras.
En un primer momento Molina creció por la ampliación de las tierras de regadío, y posteriormente por la proliferación de gran cantidad de industrias dedicadas a la industria conservera, que producía frutas en almíbar, mermeladas, zumos y una larga lista de productos. A su vez se fue creando un tejido de industria auxiliar, y otros sectores muy importantes como el transporte de mercancías por carretera.

#### Agricultura

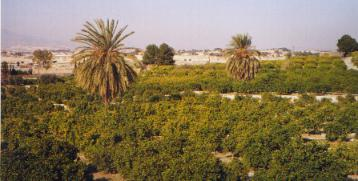
Cultivos agrícolas de regadío de impulsión en Cañada de Morcillo

Molina de Segura tiene en la agricultura uno de los factores de potenciación y desarrollo más importantes de su economía, siendo la segunda productora agrícola regional y empleando en 2003 al 4,4 % de la población activa del municipio, más de 800 trabajadores. Aunque fue la industria la que transformó la ciudad hace décadas, el verdadero impulsor del municipio ha sido, sin duda alguna, el sector agrario.
Existe una gran extensión de tierras fértiles, más de 13 000 entre regadío y de secano, a lo que se unen otros factores como la gran duración de la estación vegetativa que permite dos o tres cosechas anuales, la baja altitud de los terrenos y la alta composición de arcillas en sus tierras. La agricultura molinense es una de las más ágiles y productivas de la provincia, siendo la segunda productora agrícola de la región en cuanto a cantidad y calidad de sus cosechas.

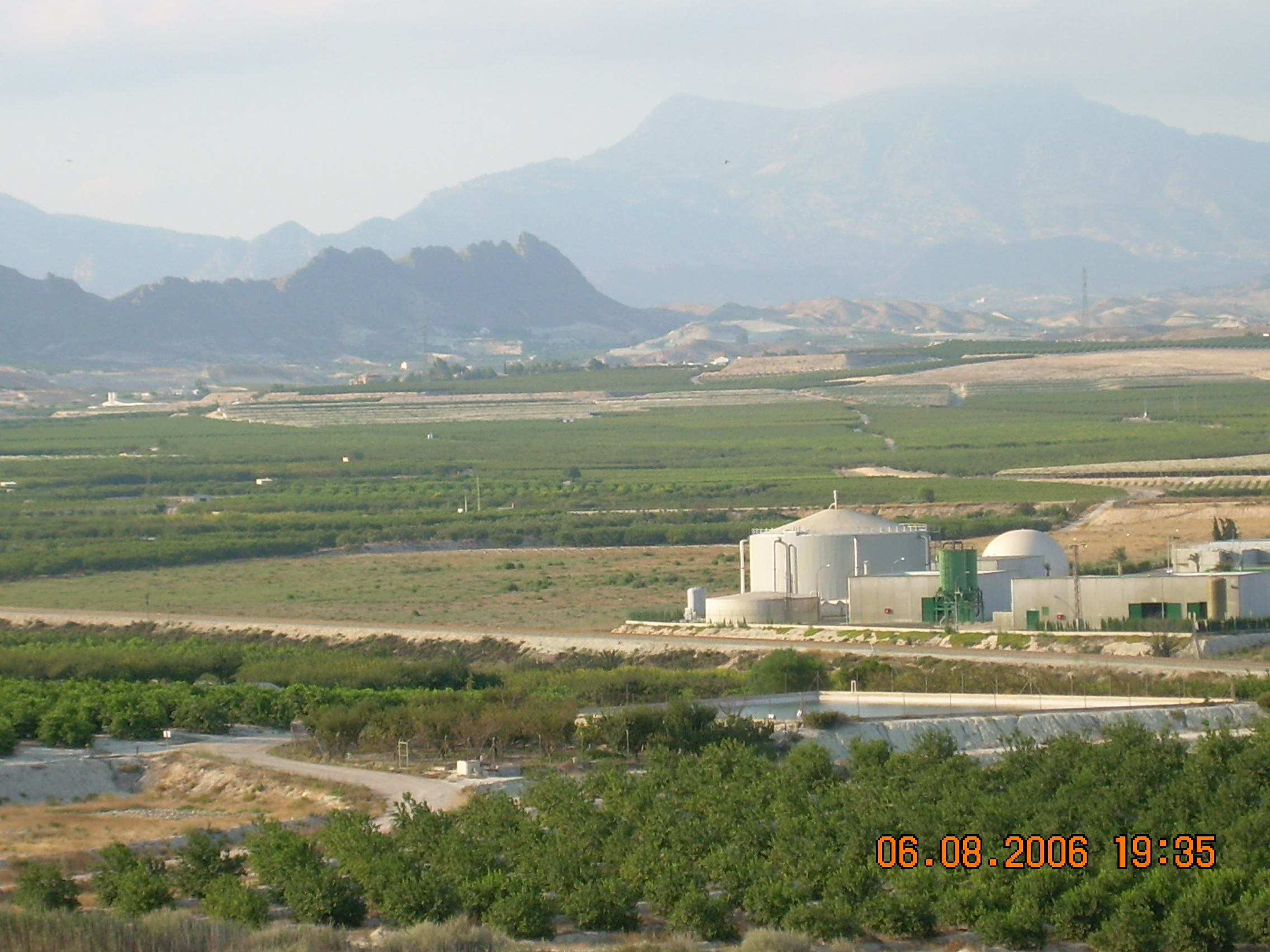
Cultivos de la vega de Campotéjar Alta y Baja

En el municipio conviven diferentes comunidades de agricultores, la más antigua y extensa, el Heredamiento Regante de Molina que agrupa a 3000 agricultores y comprende 20 700 tahullas de Llano de Molina, Ribera de Molina, Torrealta y Molina de Segura. En la actualidad se está poniendo en marcha un multimillonario Plan de Modernización de Regadíos para la huerta tradicional, aplicando los nuevos sistemas de riego regulados por medios informatizados. La Comunidad de Regantes de Campotéjar, que desde hace dos décadas explota una extensa y fértil zona de 27 000 tahullas que de secano se transformaron a regadío. Los campos de Campotéjar, La Albarda, La Hornera, Comala, etc, disfrutan hoy de una compleja y precisa red de regadíos localizados, mayormente por goteo. Mencionar también otras comunidades agrícolas como la de Ntra. Sra. de las Mercedes, de Los Valientes o Los Dones, de Fenazar.
Los cultivos predominantes son principalmente cultivos mediterráneos de secano como el almendro, el olivo o la vid y cereales como la cebada. En la huerta son: frutales (melocotonero del que se tiene el 10 % de todo el regional, albaricoquero, ciruelo), cítricos (limonero y naranjo), hortalizas (alcachofa, brócoli, coliflor, espinaca), tubérculos (patata), frutas (melón) y cereales (maíz).
Destaca el espectacular aumento del melocotonero que se ha convertido en el 10 % del volumen regional, el albaricoquero aumenta su superficie hasta alcanzar el 3%, además del almendro y el olivo. En herbáceos, sobresale el aumento de patata y brócoli, mientras decrecen las tierras dedicadas a alcachofa y melón, con una casi desaparición de la avena, la cebada y el maíz. Obviamente, estas cifras varían susceptiblemente de un año a otro, pero la producción agrícola de Molina figura como una de las mayores.

#### Industria
La industria de Molina de Segura ocupa un importante lugar en el panorama industrial español por su potente actividad, mostrándose hoy día como estandarte y seña principal del municipio. No en vano es la ciudad más industrializada de la región, hallándose en ella 14 de las cien mayores empresas murcianas. La industria de Molina acumula alrededor del 12 % del contexto regional, proporciona el 7,6 % del empleo, aglutina al 5 % de los locales, y acapara el 8,7 % anual de la inversión industrial de Murcia, suponiendo un importante 0,3 % de la industria global española.
El inicio cronológico de la revolución conservera molinense data de finales de los años 20, en que se instalan varias industrias pioneras del sector pero de tipo enteramente artesanal, atraídas por la gran abundancia de materias primas que ofrecían los regadíos del Valle del Segura. En 1930 ya eran 6, al acabar la Guerra Civil se contaban 10, y en 1953 habían ascendido a 13.
En la década de los 60, la industria ya había sentado sólidamente sus bases y se definía como la base económica de Molina. Las conserveras eran 18 y la ello comenzaba a atraer a su vez, nuevas actividades derivadas y afines, especialmente aquellas relacionadas con el envasado y embalaje. Prueba de esta tremenda evolución fabril es el crecimiento de la población, que pasó de 16 300 habitantes en 1960 a 23 200 en 1970.
La década de los 70 marca un nuevo periodo de expansión, llegándose a contabilizar, a mediados de ella, un total de 24 fábricas de conservas vegetales, 34 de envases metálicos y 4 de cartonajes. Es la época de la modernización, de los buenos negocios y del optimismo, el periodo de la fuerte inmigración. En 1970 eran 21 los establecimientos que actuaban, con una plantilla total que ascendía a 4500 trabajadores, el 90 % de ellos mujeres, que trabajaban sólo de 50 a 120 días anuales. Se trata, por orden de importancia, de las factorías de Juan Antonio Prieto Pérez y José Hernández Pérez con 550 empleados cada uno, José Hernández Gil con más de 400, Rogelio Gil Funes, José María García Gomariz, Maximino Moreno y José María Dávalos Linares con alrededor de 300, y con una plantilla de 200 se situaban las fábricas de Eduardo Dávalos Linares, Juan Antonio López Moreno, Juan Pedro Hernández Contreras, José Sandoval Bernal, Nicolás Gómez García y Alfonso Torrano. Este es el origen de las empresas familiares, que en algunos casos y con el paso del tiempo, se constituirían en auténticos líderes nacionales del sector incluso a nivel europeo. Estos años corresponden a la época dorada de la industria conservera. A finales de estos años la población local rebasaba ya los 31 000 habitantes. (S. Pastor, 2005). Esta trayectoria hace que Molina de Segura se convierta en el municipio europeo con mayor concentración de industrias de conservas vegetales, simultáneamente 24, pero la creación de establecimientos entre el municipio y otros donde los empresarios molinenses llevan su factorías, puede llegar casi al centenar.
El sector de la confitería o de golosinas, chicles, caramelos y esencias, con una gran evolución en los últimos años, se muestra como el más activo y productivo de la ciudad. Sus orígenes datan de 1933, cuando cinco hermanos molinenses crean Jake y elaboran caramelo artesanalmente para su posterior distribución y venta. Sánchez Cano en 1953, y Francisco Hernández Vidal en 1963, siguen a esta iniciativa. El auge proseguía en 1972, censándose 5 empresas de caramelos y chicles, si bien de menores dimensiones que las actuales. En 1998, Vidal y Sánchez Cano se encontraban dentro de las cien mayores empresas de la región, en el puesto decimocuarto y vigesimoctavo. Molina de Segura se configura hoy día como la principal ciudad confitera del país, produciendo el doble que el segundo productor que es Barcelona capital, ya que una de cada cuatro golosinas consumidas en España proceden de las grandes factorías de Molina de Segura.
Al margen de las empresas conserveras, en Molina destacan sus afines y derivadas, es decir, aquellas que proporcionan materias primas a las conserveras. Las empresas de envases y embalajes tienen en Molina de Segura uno de sus puntos centrales de producción. Debe reseñarse que el mayor número de empresas fabricantes de envases y embalajes de metal, cartón y plástico en la provincia de Murcia se localiza en el municipio, cubriendo el 27% de la demanda total de la región, y convirtiéndose en una de las principales fabricantes del Sureste español. Más del 4% de la industria general murciana pertenece a la rama de los envases y embalajes de Molina de Segura.
Los materiales plásticos fueron de los últimos sectores en desarrollarse de entre los envases y embalajes, por los años 70, y tuvieron sus orígenes en los envases de madera, como es el caso de la empresa Plásticos de Molina. La rama del plástico se muestra con especial vigor en el municipio y es, junto a la de las golosinas y envases metálicos, la que posee mayores cuotas de facturación y generación de empleo. Alberga 15 empresas, entre ellas la primera potencia de España en fabricación de bolsas de plástico, Plásticos Romero que, fundada en 1979, abastece de material a los principales centros comerciales del país, e incluso a diversos organismos del Estado. El 0,8 % de los plásticos españoles se fabrican en la localidad.
También funcionan 7 establecimientos dedicados a fabricar o manipular papel y cartón ondulado. Fabrican planchas de cartón ondulado, cajas, artículos publicitarios, y en general todo tipo de productos relacionados con la celulosa y los embalajes. Produce al año unas 180 000 toneladas de materia prima, o lo que es igual, 175 millones de metros cuadrados de planchas, en un total de 75 000 metros cuadrados de instalaciones. El 2,4 % de los molinenses trabaja en esta especialidad y el 7 % de los empleados industriales de Molina, unos 430, que a su vez son el 48 % de los empleados murcianos de la rama y el 0,88 % de los españoles empleados en el cartón. Esta especialidad produce el 36 % del total del sector en la región incluyendo las artes gráficas, llegando a alcanzar el 0,29 % de la facturación anual de todo el país. En definitiva, la industria de los cartonajes se eleva al 0,75 % de toda la industria de la provincia con un montante anual de 9000 millones de pesetas.
Molina de Segura no pasa precisamente inadvertida dentro del concierto regional, ya que la mayor parte de la actividad se concentra en Murcia, Molina de Segura y Cartagena. En los últimos años, la inversión industrial de Molina es superior incluso a la de la capital. Hay constancia de que ya en 1925 había una pequeña empresa familiar que fabricaba productos químicos con el nombre de Florysol. Empresas como Megar desde 1955, Productos Nymus desde 1960, Arom desde 1971, o Tower Química desde 1993, ocupan una superficie cercana a los 90 000 metros cuadrados dando trabajo al 7,2 % de los empleados industriales, casi 450 personas, que representan el 2,4 % de todos los activos molinenses del municipio. Las 28 empresas radicadas, producen el 5 % de la producción de la región, y ocupan al 11 % de los activos murcianos, que son el 0,27 % de los trabajadores dedicados en el país. (Molina de Segura, dinamismo y vanguardia, S. Pastor, 2005)
La crisis de la conserva, que supuso el cierre de todas las empresas relevantes a excepción de Alcurnia Alimentación (José María García Gomariz), llevó a Molina de Segura a convertirse en una ciudad que diversificó enormemente su economía en los cuatro sectores económicos, con una importante agricultura, una industria potente, unos servicios bien planificados y una construcción muy importante con 3000 viviendas construidas en 2008.
Aunque no fue el pionero regional en la conserva vegetal, sí ha sido el que más factorías conserveras ha albergado, más de cincuenta. Desde principios del siglo XX se convirtió en un centro conservero con una enorme demanda de mano de obra, se calcula que a mediados de los 80 daba empleo en plena campaña a 10 000 trabajadores, casi como una factoría de automóviles. No en vano ha sido el municipio europeo con mayor concentración de fábricas de conservas, lo que le ha valido el título de cuna de la conserva vegetal, y desde hace unos años cuenta con el Centro Tecnológico Nacional de la Conserva y la Alimentación. Además, es el mayor productor de golosinas de España con un tercio de su fabricación y alrededor de 200 millones de euros anuales de facturación, empleando a unos 1300 empleados. Alrededor de la industria conservera, encontramos otras que se dedican a actividades complementarias, afines y derivadas como los plásticos, envases metálicos, cartonajes o artes gráficas, pero igualmente gran cantidad de industrias químicas, maquinaria conservera, construcciones metálicas, pimentón y especias, materiales de construcción, peletería, y un largo y variado etcétera que se emplaza en sus 4 polígonos industriales y varios asentamientos industriales aislados. Esta potente industria lo convierte en el municipio más industrializado de la provincia tras Cartagena.

## Monumentos y lugares de interés

### Monumentos religiosos

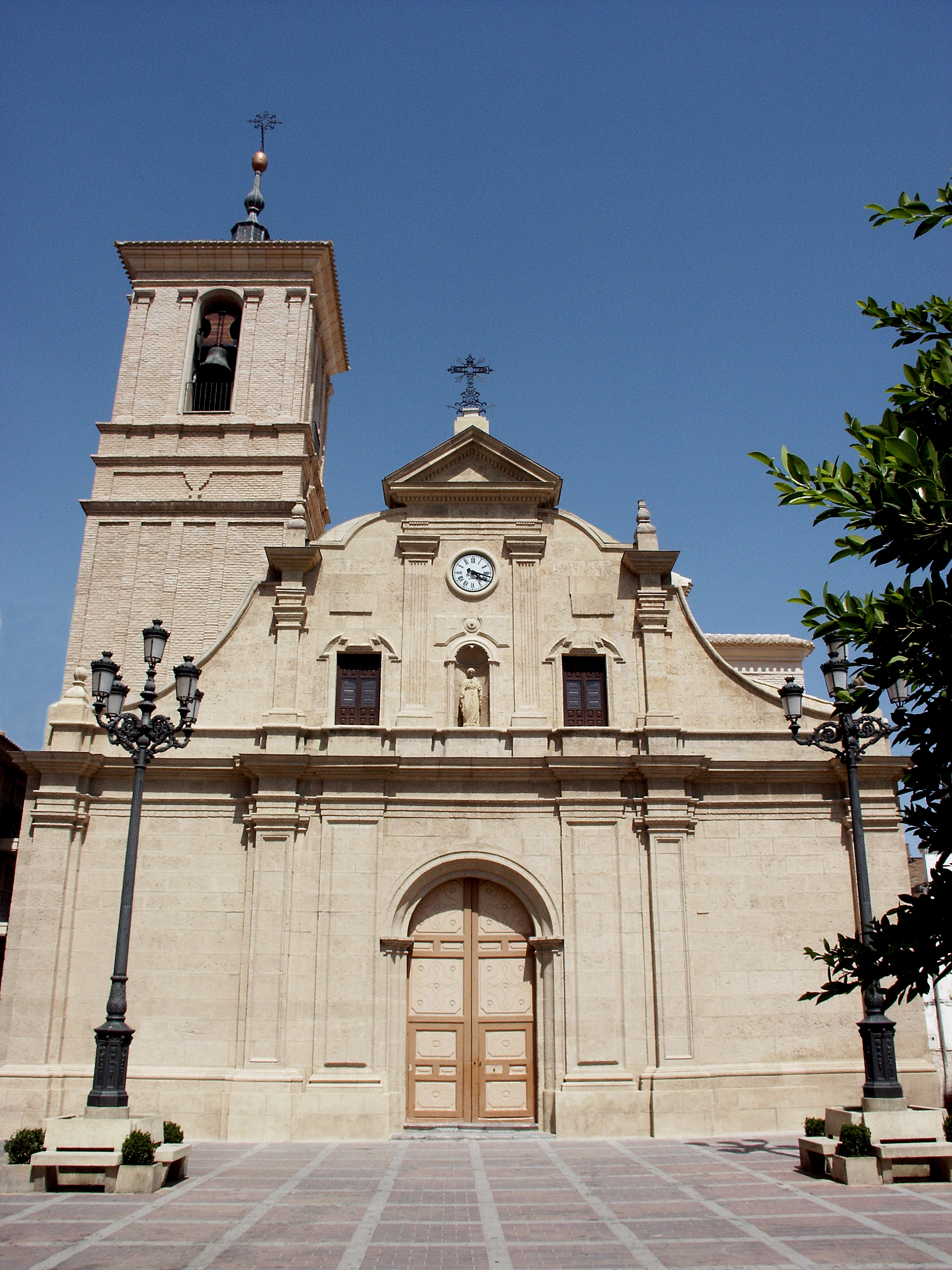
Fachada de la Iglesia de la Asunción de Molina de Segura

- Iglesia de Nuestra Señora de la Asunción (siglo XVIII)
- Ermita de San Roque
- Ermita del Santo Sepulcro
- Iglesia del Sagrado Corazón
- Ermita de la Virgen de la Consolación
- Iglesia San Vicente Mártir
- Iglesia de la Sagrada Familia
- Ermita de Beltrán en El Romeral
- Ermita de Ntra. Sra. del Romeral
- Casa Ermita de Carlos Soriano en Llano de Molina
- Iglesia de Fenazar de 1907
- Iglesia de Los Valientes de 1910
- Iglesia de María Auxiliadora en 1945
- Iglesia de La Purísima de Llano de Molina
- Iglesia de Ntra. Sra. del Carmen en El Rellano
- Iglesia de Ntra. Sra. de los Remedios de Torrealta
- Iglesia del Sagrado Corazón de Jesús en Ribera de Molina

### Monumentos civiles
- Muralla árabe de Molina de Segura, siglos XI al XIII

- Casa Cárcel del siglo XVII:

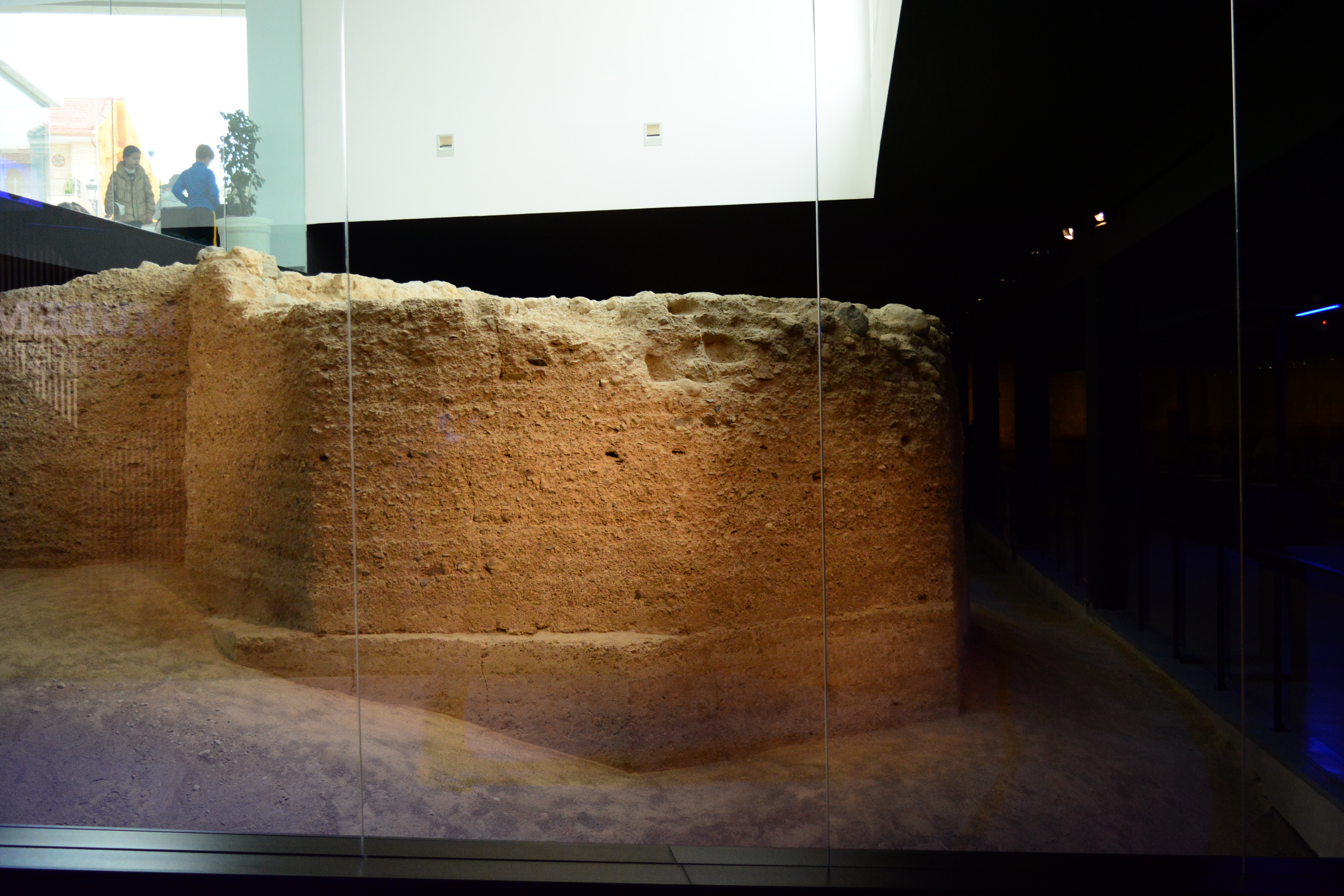
Vista de la torre nonangular de la Muralla árabe de Molina de Segura. Expuesta en el Museo del Enclave de la Muralla (MUDEM)

El edificio más antiguo de Molina es la llamada Casa Cárcel, que actualmente alberga la biblioteca Mercedes Mendoza, y una sala de exposiciones. Construido en el año 1604, fue destinado en sus orígenes como pósito o granero, y se compone de bóvedas de cañón. Su fachada corresponde a la época clásica, y su trazado y composición armoniosos, distribuyéndose en tres plantas, en cuya fachada permanece un escudo heráldico de Carlos III esculpido en piedra. Su actual nombre lo recibe al ser durante años un calabozo usado por los alguaciles para alojar a los presos. El edificio fue restaurado y acondicionado para sus actuales funciones en la década de los 80, tras muchos años de abandono. Hoy día alberga la biblioteca, un archivo municipal y una sala de exposiciones.
- Museo etnográfico Carlos Soriano:

En 1875 Joaquín Portillo, terrateniente local de la época, vendió sus propiedades de El Llano y Saladar, que vinieron a caer a manos del ilustre abogado Carlos Soriano. En 1887 construyó una colonia agrícola para beneficiarse de las ventajas fiscales que ello suponía, y las puso en cultivo con la ayuda de la noria que incluía. En 1892 se abrió la pequeña ermita anexa a la casa, y a otras casas donde vivían los colonos. Esta casa y su ermita se han restaurado, y desde 2003 existe una interesante Casa Museo de Molina de Segura. El edificio tiene dos plantas además de la ermita, con especial atención a lo que era la cocina y el dormitorio de matrimonio. Consta igualmente de maquinaria conservera en el patio, exposición de trajes regionales, útiles de trabajo y cocina, y una serie de maquetas móviles en miniatura.
- Noria de Carlos Soriano en Llano de Molina del siglo XVIII
- Noria de la Compañía del siglo XIX
- Casa del Canónigo en Huerta de Abajo, del siglo XIX, de los hermanos obispos Mérida Pérez
- Casa de la Maita-alcazaba árabe de Molina
- Horno del Concejo de 1491Enclave de la Muralla y entrada al MUDEM

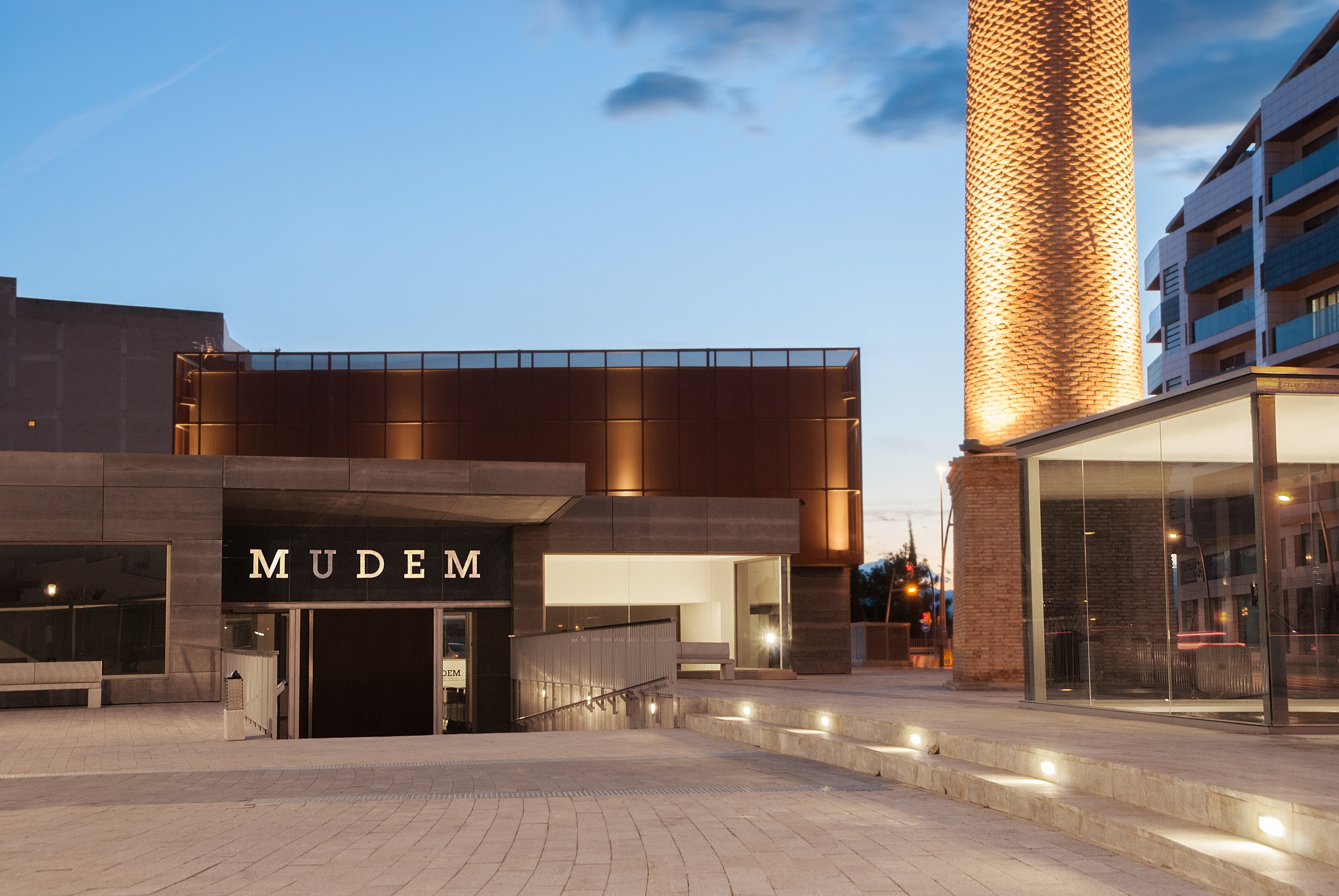
Enclave de la Muralla y entrada al MUDEM

- 7 Chimeneas industriales de entre los años 1930 y 1965
- Casa típica Torre Anita de 1940, modernista del arquitecto Pedro Cerdán
- Museo del Enclave de la Muralla (MUDEM)
- Parque de la Compañía de 1987, en la antigua finca de la Compañía de Jesús del colegio de San Esteban de Murcia, desde el siglo XVI
- Edificio del Ayuntamiento de 1982, de Plácido Cañadas, que simboliza una locomotora, símil del empuje industrial de Molina
- Viviendas antiguas en la plaza de la Iglesia, plaza de la Cruz, calle Mayor, calle Juan Antonio Prieto y calle Consolación.
- Antigua línea de ferrocarril Murcia-Caravaca, puente de hierro sobre el río Segura, estación de tren, estación de Ribera de Molina, guardaagujas, muelle de carga, etc
- Escudos heráldicos en fachadas
- La Molineta, antiguo molino harinero situado en La Hornera, en la finca del Marqués de Mondéjar, antiguo encargado de la Casa Real
- Hornacinas en fachadas como la imagen de la Virgen de la Guía, San Antonio, San José Obrero, Ntra. Sra. de Fátima o San Miguel, que ha ido dando origen al nombre de muchos barrios de la ciudad

- Molinos hidráulicos de molienda de cereales y pimentón:

Durante siglos hubo en el municipio ocho molinos hidráulicos sobre las acequias molinenses, dos de ellos instalados en la Acequia Subirana como el del Cubo, y el resto en la Mayor. Además existían otros trece molinos eléctricos en 1969 como los de los industriales Eduardo Dávalos, Alfonso Torrano, Joaquín Franco u Andrés Bernal. Se dedicaban principalmente a moler artículos para la alimentación de personas o de animales, tales como harina, pimentón, especias y piensos. Su situación esta en las Calles Consolación, San Ignacio, Camino de la Huerta o Camino de la Ermita

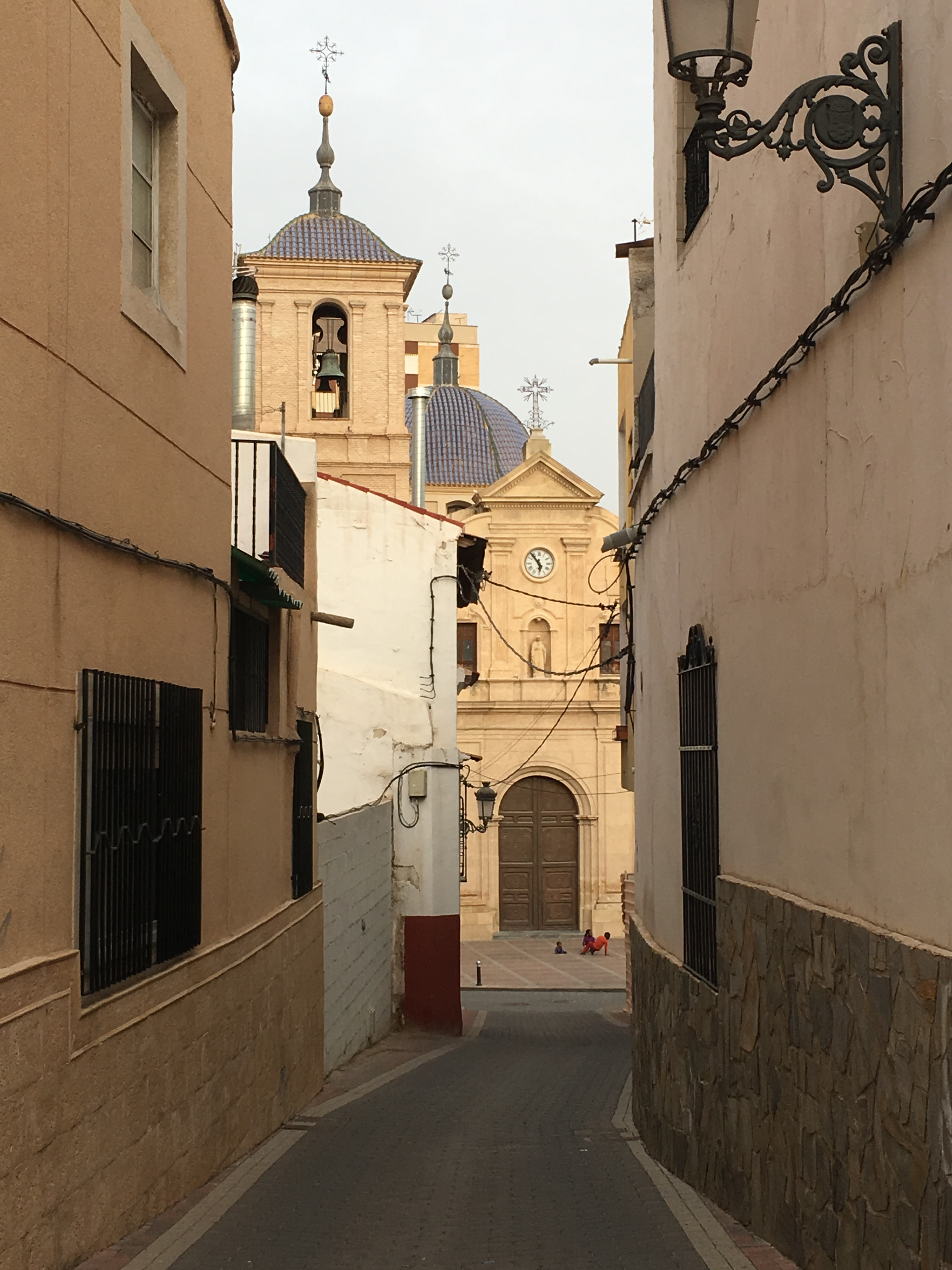
Casco antiguo de Molina de Segura

Emplazados sobre la Acequia Mayor se encontraban los molinos de Torrealta en Torrealta, del Salado y del Bosque en Ribera de Molina, y los tres únicos que se mantienen todavía, el de Arriba, el Molinín y el de Joaquín Franco, todos en las inmediaciones de la ciudad. Empujadas la mayor parte de las veces por la fuerza hidráulica, existían en su interior varias piedras rayadas de forma circular para la molturación. Contaban con ruedas y mecanismos para transmitir la fuerza motriz del agua, y hacerla llegar a las piedras. La mayor parte se levantaron en el siglo XVIII, siendo solicitados por nobles y particulares.
En 1846 existían 6 molinos de harina y otro de pimentón, medio siglo después eran 7 harineros y 3 pimentoneros, constatando claramente el proceso de industrialización que iniciaba su andadura. Ahora los molinos no funcionan, pero se han conservado dos en buenas condiciones, el primero llamado Molinín o del Castillo, en el barrio del mismo nombre a orillas de la Nacional 301 y construido a primeros del siglo XIX, y el otro es el llamado de Arriba u de Olayo situado en el camino de las huertas de Abajo y Arriba cerca de la Carretera de Alguazas.
- El casco histórico artístico, o Barrio del Castillo:

Merece una especial atención por la buena conservación de su entramado urbano medieval, y por su ambiente histórico. Calles como la del Cid Campeador o la Honda, reflejan fielmente las curvas de nivel de la colina en la que hace siglos se erigieron las murallas. Otras como la Calle Melchor de Luzón o la Virgen de la Cabeza, salvan un importante desnivel mediante rampas o escalinatas, completando la red de tortuosas callejuelas y plazoletas. Este casco antiguo conserva todavía las típicas casas medievales, construidas en una o dos plantas con adobe moruno, paja y barro, además de los restos del Castillo de la villa, o edificios como un horno morisco y un molino fluvial.

### Chimeneas
Desde el siglo XIX y hasta la década de los años 90 del siglo XX, la industria conservera fue el motor de la economía molinense. Constituyó el eje industrial de la villa por sí misma como por las industrias auxiliares que aglutino a su alrededor.
A partir de los 90 los edificios fabriles se abandonan y prácticamente se destruyen. Este hecho se agrava por su situación en el centro urbano. Esta ubicación acelera la desaparición condicionada por los nuevos ordenamientos urbanos.En cualquier caso quedan las viejas chimeneas, diseminadas por todo el casco urbano, como testigo de aquella actividad conservera y auxiliar.
Los ejemplares conservados son 7. Cinco de los cuales pertenecen a factorías conserveras y 2 a industrias cerámicas, de las que en el municipio llegó a haber 7.
- Chimenea de la Factoría Prieto en el Barrio de San Roque: se encuentra en el solar resultante del derribo de la antigua fábrica de Industrias Prieto, fundada por Juan Antonio Prieto Pérez, que posee una calle donde inició el negocio allá por los años 20 del siglo XX. Entre la carretera nacional 301 (El desvío) o Avd. de la Industria y junto al jardín del Huerto Fayrén. Hay que datarla a mediados del siglo XX. Su factura es muy sencilla y solo quedan los adornos de ladrillo del borde superior de la base.

- Chimenea de Hernández Gil de la antigua factoría de Conservas de la marca El Pelícano: se ubica en el lateral norte del jardín denominado Huerto Fayrén junto al ambulatorio Jesús Marín. Se aprecian algunos rasgos decorativos en su remate, en el anillo y la corona, donde los ladrillos forman semicírculos sucesivos simulando una labor de encaje. Puede fecharse en el año 1933, y es la primera en ser levantada en toda la ciudad de Molina de Segura, propiedad de la industria conservera de José Hernández Gil.

- Chimenea de Maximino Moreno: se ubica en la plaza del Enclave de la Muralla entre la calle Ibn Arabí y la San Ignacio. En 2011 fue restaurada con motivo de la construcción del Enclave de la Muralla donde se ubica el MUdEM (Museo del Enclave Muralla). Conserva su estructura original con una culminación en la base poco decorada. Destaca la abertura de la base por donde se accedía para su limpieza interior. El fuste está bien conservado. En su remate, un anillo rodea la circunferencia del tronco. Es de color rojo. Además una corona engrosada decora la parte final. Destaca también el hecho de la utilización del fuste para indicar el nombre de la fábrica. También cuenta con pararrayos que solía ser habitual en todas las chimeneas. Hay que fecharla a principios del siglo pasado, aunque la chimenea que contemplamos debe ser de 1963, ya que en estas fechas fue elevada por molestias producidas en la inmediata fábrica de la Molinera.

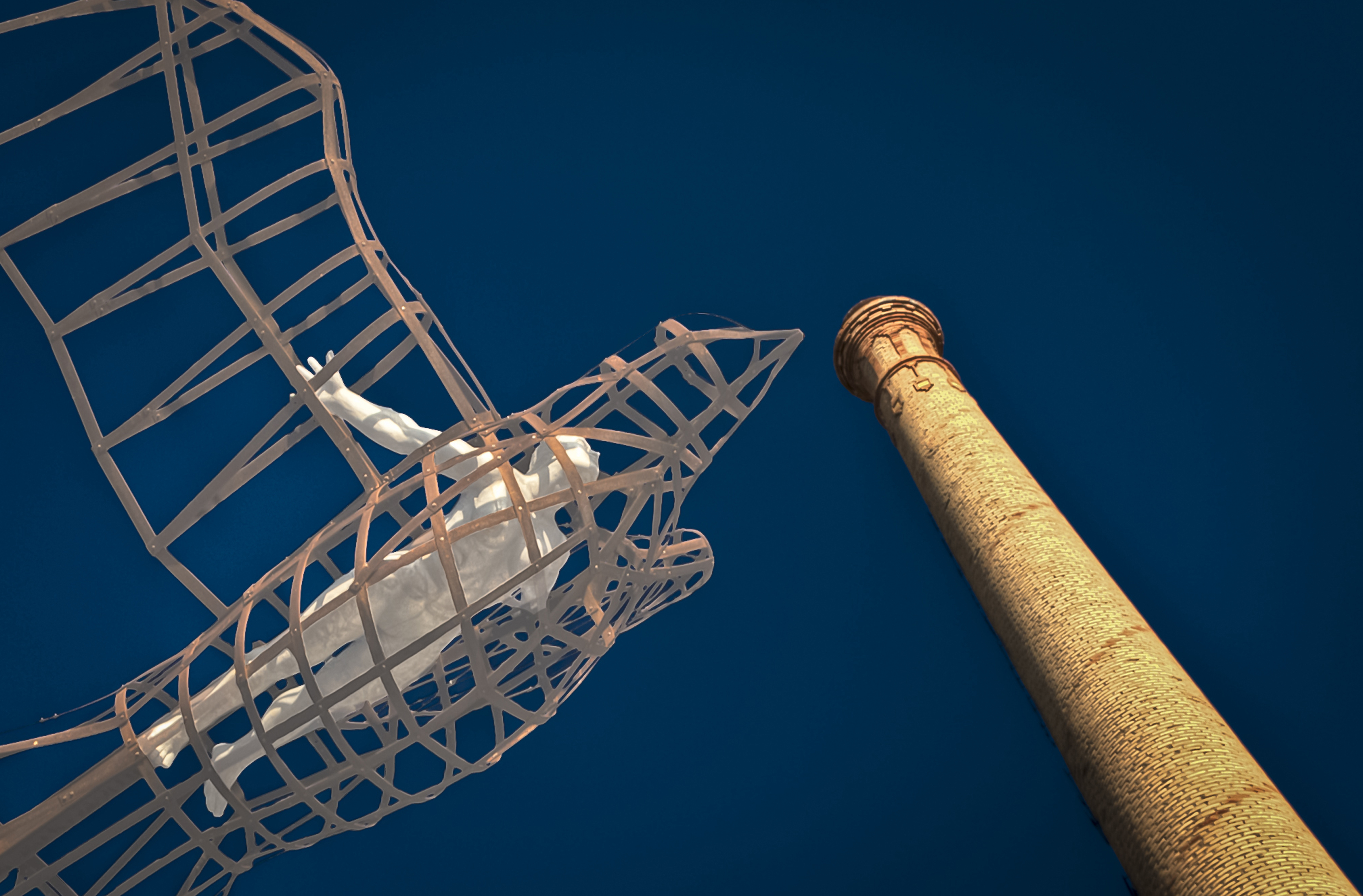
Chimenea de Hernández Pérez y escultura Semiramis

- Chimenea de Hernández Pérez y escultura SemiramisChimenea de Hernández Pérez o de La Molinera: formó parte de la factoría de La Molinera. Ahora se encuentra en un espacio de zona verde de los edificios construidos al derribar la fábrica. Es de las más decoradas del municipio tanto en su base como en su fuste y corona. En el remate de la base, parcialmente enterrada, encontramos diversas franjas de adornos en ladrillo. La primera franja formada por ladrillos verticales, la segunda por ladrillos en punta a distintas profundidades. Otra novedad es la espiral de ladrillo rojo que recorre de abajo arriba el fuste. El remate también cuenta con decoraciones diversas. Un primer tramo en el que desde una franja de ladrillos circular cuelgan líneas de ladrillo rematadas en estructura cuadrada que enmarca azulejos de color amarillo. Pasamos a un segundo tramo formado por arquillos apuntados. Todo se corona con un anillo de ladrillo engrosado. Además también se utiliza el fuste para ubicar el nombre de la fábrica. Se remata por pararrayos. Puede fecharse en la primera mitad del siglo XX en cuyos años finales se produce una recuperación del sector.

- Chimenea de Industrias Prieto en Fátima: se ubica en el solar que ocupaba la antigua fábrica de conservas Prieto número 2 en su factoría del tramo final del conocido como Desvío en dirección Madrid. Junto a la chimenea discurre la acequia Subirana de Molina. Destaca la decoración de la parte superior de la base, compuesta por una franja sostenida por una cornisa y formada por tramos planos cortados a tramos regulares por ladrillos verticales. En la corona encontramos una decoración que simula una superficie ajedrezada. Por la base se puede acceder a su interior donde observamos los conductos para recoger los humos que salían por la chimenea. También cuenta con pararrayos. Puede fecharse a mediados del siglo XX.

En cuanto a las chimeneas de otras industrias no conserveras podemos citar dos casos:
- Chimenea de Cerámica del Segura: conocida como de Coresa. La encontramos a la entrada de Molina desde Murcia, al borde de la Carretera Nacional 301 (Avd. de la Industria). Perteneció a una fábrica de elaboración de ladrillo y cerámica, que fundó la empresa conservera Hernández Gil. Es de traza muy sencilla sin apenas decoración aunque en su última remodelación se le añadió una especie de cornisa tejada con piezas de colores. Podemos fecharla a primeros del siglo XX.

- Chimenea de la plaza de la Cerámica: la encontramos en la plaza molinense del mismo nombre formando parte de una zona ajardinada. Perteneció a una fábrica de ladrillo y azulejos. Puede ser fechada en los años 60. Destacan en ella la decoración de la base compuesta por dos franjas de ladrillos verticales. Muy similar es la decoración de la parte de la corona a la que hemos descrito más arriba correspondiente a la chimenea de la Molinera. Es posible que los autores fuesen los mismos. De una franja circular cuelgan medallones que enmarcan azulejos amarillentos. Otra franja por encima está compuesta de arquillos apuntados. También cuenta con la fila de ladrillo en espiral y de color rojo que recorre todo el fuste.

### Esculturas urbanas

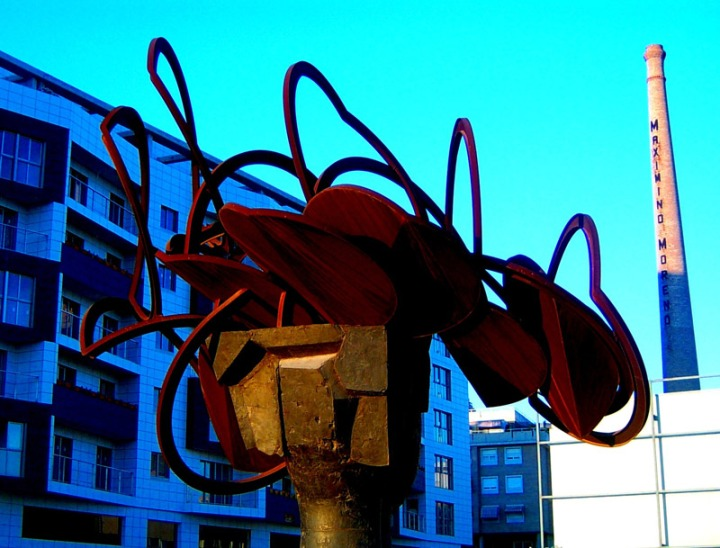
La Dama de Molina

Algunas de las esculturas que ornamentan espacios al aire libre en Molina son:
- La Dama de Molina:

Obra del escultor Manolo Valdés, se encuentra situada en la moderna plaza del MUDEM. Aquí conviven los primeros vestigios de Molina con su proyecto cultural más vanguardista.
En esta plaza se encuentra la Chimenea de Maximino Moreno. Se fecha a principios del siglo XX y fue una de las principales fábricas de conserva en esos momentos. Tras derribar la vieja fábrica se encontró, en el año 2004, gran parte de la muralla norte que circundaba el actual Barrio del Castillo y donde hoy se levanta el Museo del Enclave Muralla (MUDEM).
La Dama se ha elegido para representar a la nueva imagen turística de Molina de Segura, ya que esta, ubicada en el corazón de la ciudad, junto a la muralla medieval, representa una mente en permanente ebullición, que rompe con lo convencional y apuesta por el arte y la modernidad, al igual que lo hace Molina de Segura en estos últimos años. En cuanto al logotipo elegido, se ha optado por SABEMOSEMOCIONARTE, que hace referencia a la capacidad del municipio de sorprender a quienes lo visitan, y la apuesta clara y decidida por el arte y la cultura como motor de crecimiento.
Es una dama de ocho metros de altura y cuyo cabello se ramifica, como un árbol de metal, bajo el que podrían sentarse los molinenses a sentir las filtraciones del sol.

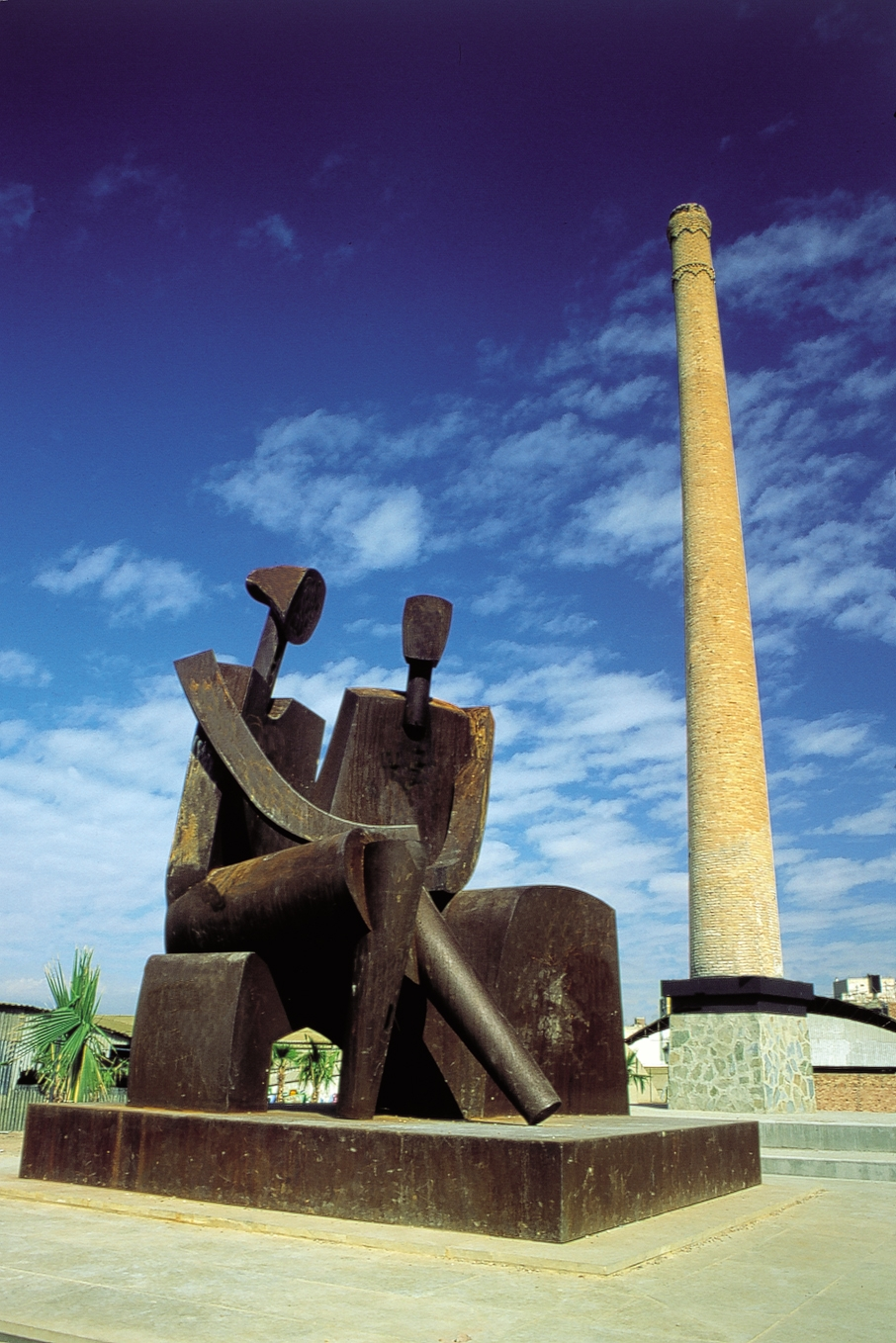
El Consejo

El escultor Manolo Valdés inicia con esta obra una nueva etapa en sus creaciones de Damas, con un diseño más explícito de las facciones y por tanto con mayor expresividad en la cara. Por otra parte, el artista ha pretendido reflejar algo de nuestra tradición conservera en el tocado de la Dama.
- El Consejo:

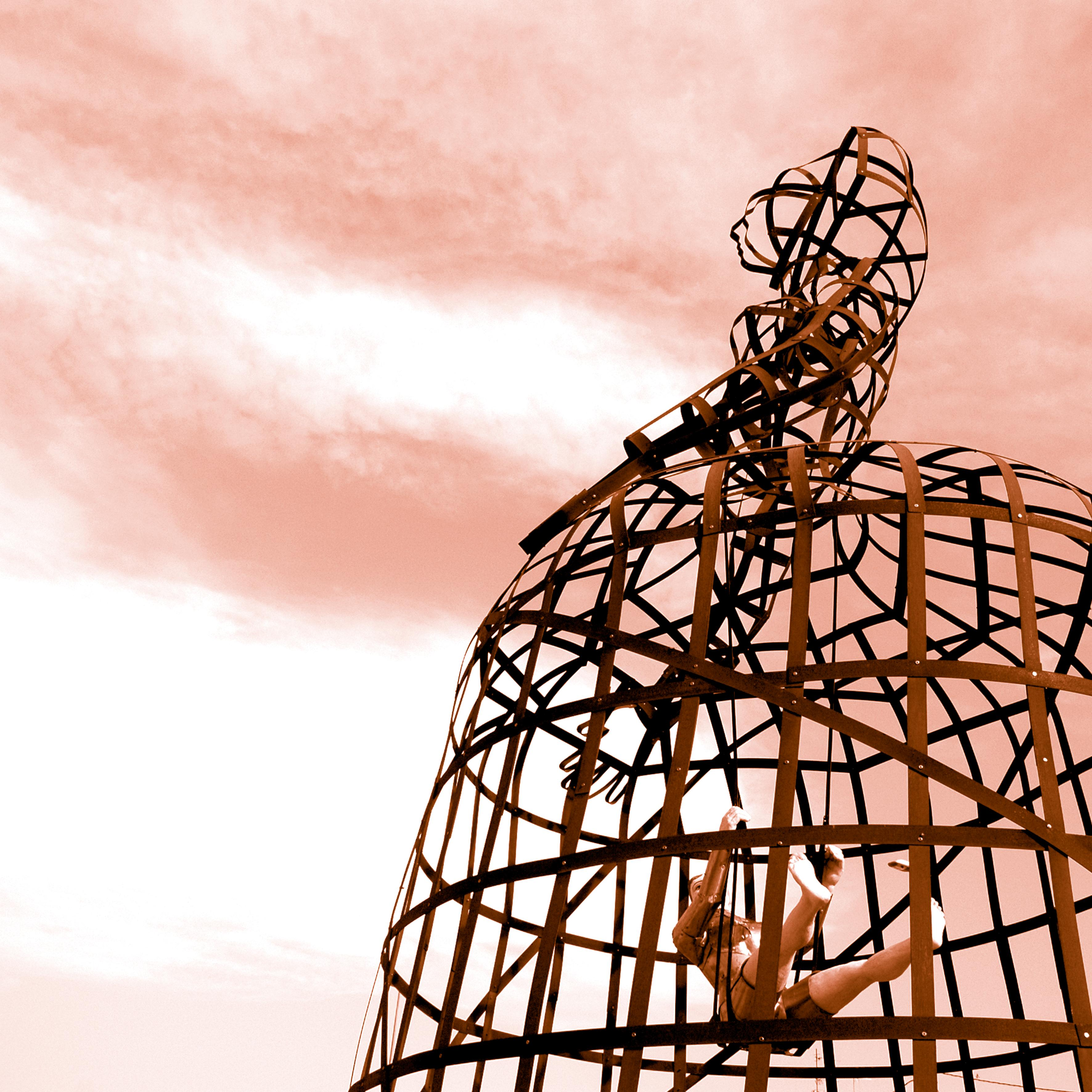
La Menina

La Chimenea de Hernández Gil perteneció a la antigua fábrica de conserva de El Pelícano. Al derribar la instalación en su solar se hizo un jardín, el Huerto Fayrén, donde permanece la chimenea. A su lado podemos admirar la escultura del artista Manuel Mateo Cuenca: El Consejo, Homenaje a la Mujer.
Está representada por dos figuras sentadas representando en actitud dialogante los consejos que una persona adulta le da a otra más joven.
Está realizada en acero corten de 3 mm de grosor. Esta técnica escultórica permite trabajar con grandes superficies planas cosidas con soldadura. La pretensión, al elegir esta técnica, es conseguir que tanto las aristas como las líneas sean lo más puras posibles para que luz y sombra queden perfectamente definidas. Está montada sobre una peana, también de acero corten, que descansa sobre un plinto de obra.
- La Menina:

Está instalada sobre la rotonda Pascual del Parador, en la intersección de la carretera nacional 301 y el cruce de Torrealta/Ribera. Está realizada en acero corten. Mide cinco metros de altura por tres de ancho y está emplazada sobre un basamento preparado especialmente para contener la obra sobre la que se ha instalado también una iluminación especial.
Se titula Vestida de lluvia y recrea el mito de Dánae, un personaje de la mitología griega que según cuenta la leyenda fue encerrada por su padre en una torre de bronce cuando el oráculo predijo que la descendencia de su hija le arrebataría la vida. El dios Zeus liberó a Dánae con una lluvia de oro que destruyó la torre de bronce y la poseyó, dando lugar al nacimiento de Perseo.
La estructura inferior de la menina llamada Guardainfantes se asemeja mucho a las jaulas que se utilizaban en las fábricas de conservas para hacer la inmersión de los botes en el agua hirviendo.
Se podría interpretar que la industria conservera supuso, en su momento, para Molina de Segura una lluvia de oro.
- Semíramis:

La Chimenea de Hernández Pérez perteneció a la fábrica de conservas de La Molinera. Al derribarse se creó una nueva zona residencial en Molina donde se dispuso una extensa plaza. Junto a la chimenea se ha situado la obra de Pepe Yagües: Semíramis. Tiene siete metros de longitud y pesa 500 kilos. Está realizada en acero corten, acero inoxidable y aluminio.
Según su autor está basada por un lado en un mito Babilónico que cuenta que Semíramis fue una plebeya que con sus encantos e inteligencia consiguió llegar a reina y que justo cuando iba a ser destronada se transformó en paloma y desapareció...
Por otro lado es una «paradoja visual» en la que un símbolo de la libertad como la paloma es al mismo tiempo una jaula...
Y sobre todo es una metáfora de un verso de Miguel Hernández: «solo quien ama vuela...»

## Cultura
Destaca la Casa Cárcel, que en su tiempo fue pósito (almacén regulador del trigo para el abastecimiento de la población y el grano para semillas), fundada en 1604, aunque sus reformas la datan hacia finales del siglo XVIII. Restaurada por el arquitecto Manuel Sánchez Varas para dedicarla a Biblioteca Pública y sala de exposiciones.
Situado en el edificio El Jardín ubicado en la calle Profesor Joaquín Abellán, se encuentra el Archivo municipal y el histórico, que cuenta con documentación destacada de mediados del siglo XVII. Entre sus fondos destaca por su originalidad, el Libro de Viajes de la Infanta Archiduquesa María Luisa, del año 1756.
Centro de La Albarda de ritos y tradiciones del Campo de Molina

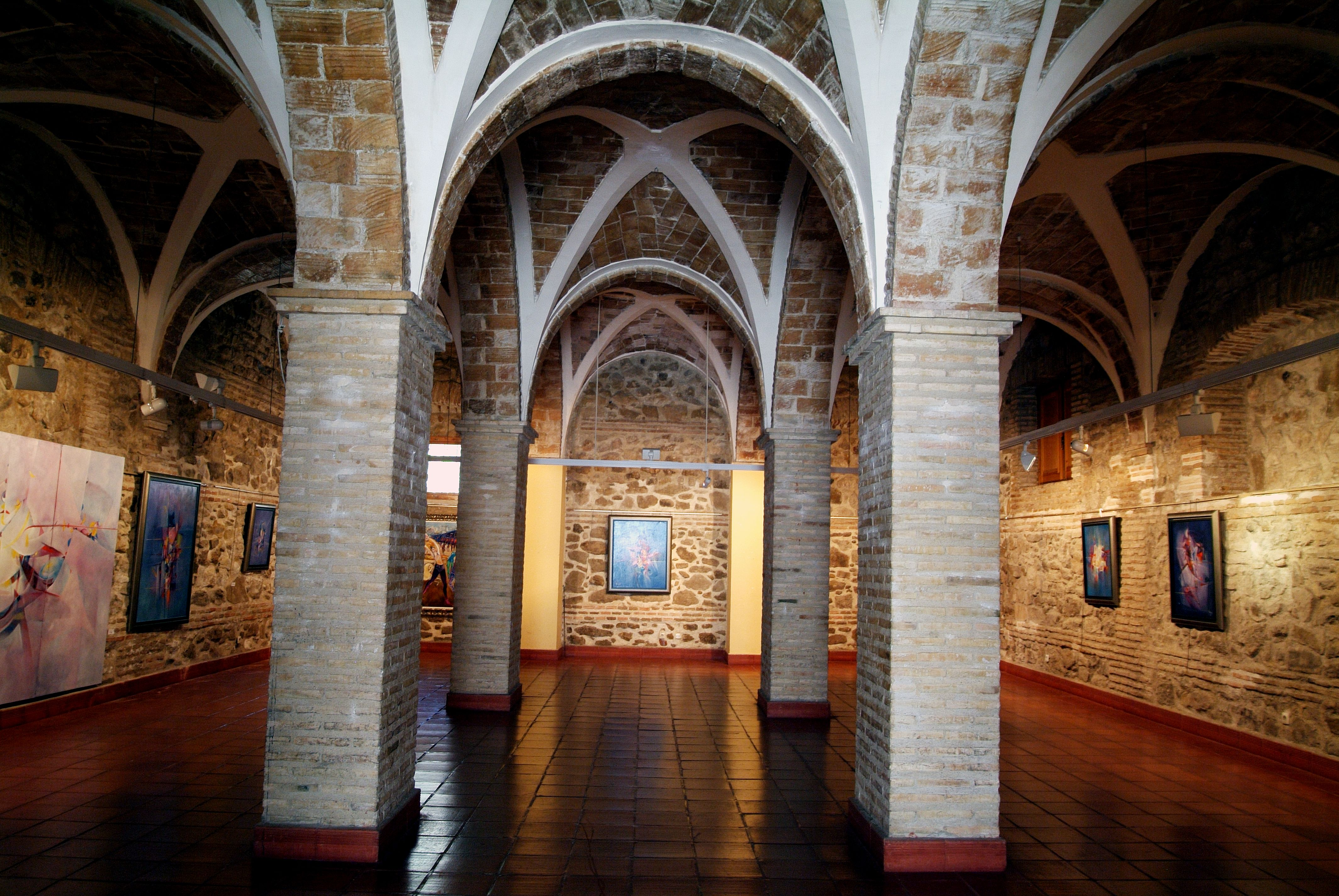
Interior de la Casa Cárcel

El Centro o Museo de la Albarda es un recurso cultural dedicado al Patrimonio Inmaterial de los Ritos y Tradiciones del Campo de Molina de Segura. Esta zona atesora costumbres antiguas que desde otros tiempos, han permanecido en la vida cotidiana de sus habitantes. Se encuentra en la pedanía molinense de La Albarda, en la antigua escuela unitaria habilitada hoy como museo.

### Gastronomía
Molina de Segura mantiene viva la idea de obsequiar al visitante con productos de la zona. Concretamente, en las fiestas de septiembre existen agrupaciones folclóricas que, por esas fechas, montan sus barracas huertanas con degustaciones típicas: morcillas, chorizos, tocinos, patatas asadas, habas, ensaladas murcianas, etc.
Hasta hace pocos años, la cena de Nochebuena era cabeza asada de cordero y la comida del primer día de Navidad, cocido con pelotas. Las gachasmigas, olla gitana, migas ruleras, rin ran, potaje, arroz con conejo, etc., son otros platos de la cocina molinense.
- Aceitunas con boquerones
- Almendras con hueva y mojama
- Pimientos del piquillo con atún
- Caracoles en salsa
- Ensalada murciana de verduras
- Ensalada de verduras asadas
- Patatas cocidas con ajo

- Arroz con conejo
- Arroz de pollo con costillejas
- Arroz y verduras
- Cabeza de cordero al horno
- Cocido con pelotas
- Empedrao (Arroz con habichuelas y tocino)
- Frito de conejo con verduras
- Gachasfritas (Migas labradoras de pan y ajo)
- Gachasmigas (Migas de harina)
- Gazpacho con liebre y perdiz
- Guisado de lentejas con chorizo
- Guisado de trigo
- Habichuelas con tocino
- Hervido de verduras
- Lío de cordero al horno
- Michirones (Cocido de habas)
- Mondongo viudo (Callos con verduras y tocino)
- Olla gitana (Cocido de patata, calabaza y berenjena)
- Olleta (Cocido de legumbres, verduras, tocino y morcilla)
- Pata de cabrito al horno
- Potaje de cebolla
- Rin ran (Hervido de pimiento de cáscara con bacalao, plato autóctono de Molina)
- Sangre de cordero frita con cebolla
- Sémola de trigo
- Sopa de ajo, pan y huevo
- Sopa de cocido con fideos
- Tortilla de habas, ajos tiernos y espárragos
- Zarangollo

- Mermeladas de frutas caseras
- Paparajotes
- Tortas fritas
- Carne de membrillo
- Arrope o frutas en dulce con miel
- Fruta en conserva
- Pastelillos de cabello de ángel
- Tortas de chicharrones
- Buñuelos
- Arroz con leche
- Rollos de anís
- Monas de Pascua con huevo (Semana Santa)
- Cordiales (Navidad)
- Mantecados (Navidad)
- Suspiros (Navidad)
- Tortas de Pascua (Navidad)

Las tortas de Conde (Navidad) son autóctonas de Molina de Segura. Se le hacían a los Condes de Heredia Spínola a partir del siglo XVII. Estas tortas típicas del municipio llevan en sus ingredientes harina, almendra, azúcar, miel y zumo de naranja, además de algunas especias.

### Deporte
El municipio goza de tres instalaciones deportivas, el polideportivo municipal El Romeral, el pabellón Serrerías y el pabellón Antonio Peñalver para la práctica de múltiples deportes: bádminton, baloncesto, fútbol, voleibol, fútbol sala, etc. donde existen equipos que militan en categorías nacionales; Piscina Municipal Santiago Vidal (olímpica) que permite el desarrollo de competiciones acuáticas, y de un espacio protegido en la Sierra de la Pila idóneo para el senderismo y la acampada.
El equipo de fútbol por excelencia de Molina de Segura es el Molinense C.F. También hay una gran actividad baloncestista principalmente con el Molina Basket (club fundado en 2010), la Agrupación Deportiva Molinense o ADM (club desaparecido en 2010) y el Club Baloncesto Molina o CBM. Plásticos Romero FS y Club Molina Voley, son otros destacados clubes de la ciudad.

### Fiestas
Molina de Segura es, sin duda, un pueblo alegre, como lo demuestran las diversas manifestaciones festivas que en el municipio tienen lugar a lo largo de todo el año; este carácter lúdico suele estar relacionado, directamente, con el fervor de los molinenses por su patrona, la Virgen de la Consolación, o por San Vicente, patrón de la localidad. Del mismo modo, la Semana Santa se ha ido enriqueciendo en los últimos años hasta recuperar el arraigo y la participación de otros tiempos.
Aunque la Navidad, el Carnaval o la Pascua Florida son también eventos importantes en el calendario festivo de Molina de Segura, es a mediados de septiembre cuando la ciudad entera se lanza a las calles, durante las Fiestas Patronales de la Virgen de la Consolación, donde destacan, entre otros actos, la bajada y la posterior subida de la Virgen a la Ermita, una gran cabalgata, en la que la Federación de Carrocistas ha propiciado un desfile de gran vistosidad, y una larga serie de actividades culturales, deportivas y festivas, como concursos de coros y danzas, canino, exposiciones de pintura, verbenas, bandas y charangas, actuaciones musicales, etc. En los diferentes barrios de la ciudad, pedanías y urbanizaciones también se celebran fiestas patronales organizadas por sus vecinos a través de su Asociación de Vecinos, en número de casi 30 fiestas que jalonan el calendario local de molina con miles de actividades festivas.
San Antón (17 de enero)
Exceptuando las fiestas patronales, el día de San Antón es la única jornada festiva de todo el calendario molinense. Es tradicional la estancia ese día en el popular y cercano paraje de Las Salinas de Molina, donde se hace la comida y se mojan las naranjas de la temporada en las balsas de agua salada del lugar, como así indica la tradición si se quiere regresar al año siguiente. En las iglesias del término se lleva a cabo la bendición de los animales y una romería del santo.
San Vicente Mártir (22 de enero)
En los últimos años se ha recuperado la antigua veneración a San Vicente Mártir, copatrón de la villa, alternando cada año su festividad con la de San Antón. La devoción a San Vicente Mártir es muy remota, pues se le rendía culto ya en 1325, según documentos de donaciones hechas a su altar. Probablemente proceda su adoración de los valencianos que ocuparon la villa en tiempos de la Reconquista Cristiana, pues no existe en la región devoción, parroquia o imagen alguna que esté dedicada al Santo Patrón.
En este día, el municipio se viste de gala, al igual que el cuerpo de la policía local, el cual le tiene como patrón. Por la mañana se celebra una misa y acto homenaje en la Iglesia de San Vicente Mártir, y por la tarde se saca al Santo en procesión.
La Semana Santa (última semana de Cuaresma)
Hubo en la antigüedad tres cofradías piadosas en la villa que ya existían en el año 1600, eran la de las Benditas Ánimas, la del Rosario y la del Santísimo Sacramento. Pero la Semana Santa de Molina de Segura ha sido recuperada íntegramente en los últimos años, desde que en 1963 se dejara de procesionar. En la actualidad existen cuatro cofradías pasionales, con sus respectivas procesiones de Viernes de Dolores, Domingo de Ramos, Jueves Santo, Viernes Santo y Domingo de Resurrección. Se han creado y restaurado dieciséis pasos con sus respectivos estandartes, se ha llegado a la cifra de un millar y medio de nazarenos, e incluso se constituyó un Cabildo Superior de Cofradías Pasionarias en 1997. La ya conocida Semana Santa molinense, rememora cada año con ilusión, emoción y recogimiento, unas fechas claves en el calendario municipal, y que con tanta añoranza se recuperaron paulatinamente en 1986.
La Mona (lunes y martes posteriores al Domingo de Resurrección)
Estos días son dedicados a convivir en el campo o en la huerta con los grupos de amigos y familiares. La peculiaridad la facilita un bollo típico, la mona, producto elaborado en los propios hogares y que puede tener como variante la colocación sobre él de un huevo cocido.
Festival de Teatro (septiembre)
En sus orígenes celebrado en el mes de septiembre tras las fiestas patronales, tiene lugar el acontecimiento cultural más conocido. En él tienen lugar dos semanas de representaciones teatrales, actuaciones de danza y de música.
Este festival fue iniciado en el año 1970 con el nombre de Ciclo de Teatro Nuevo y es uno de los más veteranos de España. Fundado por el grupo Atem y dirigido por José Antonio Arnaldos Salazar, a la edición número cinco se hizo ya internacional. Primitivamente tenía un carácter itinerante, pero actualmente cuenta con un auditorio situado en el Parque de La Compañía, y pronto contará con un modélico teatro en la Avenida del Chorrico. En 1983 con la edición número catorce, pasa a ser patrimonio de la Concejalía de Cultura del Ayuntamiento, habiendo llegado hoy día a las tres décadas de existencia. El festival se ha ido consolidando paulatinamente hasta convertirse en el más importante de la región. aunque últimamente se dedica más a teatro de calle.
Fiestas patronales (lunes siguiente al tercer domingo de septiembre)
Las fiestas patronales de Molina de Segura son dedicadas a Nuestra Señora de la Consolación, remontándose su veneración a los siglos XIV o XV. Es el segundo municipio de España en haberle dedicado culto, de los ciento diez que la tienen como patrona.
Destaca el desfile de carrozas: en él participan carrozas huertanas, comparsas, grupos musicales, brasileñas, charangas, etc. Todo este montaje festivo recorre los principales ejes viarios de la ciudad, repartiendo productos huertanos, juguetes y golosinas, rebasando anualmente la treintena de vehículos. Su espectacularidad y popularidad han hecho que este acontecimiento sea el más esperado y aclamado, ya no sólo de las fiestas patronales, sino de todo el calendario local.
Romería de la Patrona: se le acompaña a la ida, finales de agosto o primeros de septiembre, en romería de Nuestra Señora la Virgen de la Consolación, primero desde la Ermita de la Virgen de la Consolación hasta la Iglesia Arciprestal de la Virgen Asunción,
El tercer domingo de septiembre se celebra una Solemne Procesión de Nuestra Señora de la Consolación, en la que se realiza un recorrido por calles del centro de la localidad. Pasando por los Barrios más antiguos de Molina de Segura, San Roque, Centro y El Castillo. En este día se suele encontrar en las aceras del recorrido personas que por su avanzada edad o por enfermedades, apenas salen sus hogares.
la vuelta el lunes siguiente al tercer domingo del mes de septiembre, que es fiesta local y el broche final de las fiestas. A su llegada a la Ermita y en medio de la aclamación popular, es loada por un sacerdote vinculado a Molina, generalmente nacido en la villa, y la patrona es despedida con un castillo de fuegos artificiales.
Pero éstos no son los únicos actos festivos de las Fiestas Patronales, sino que año tras año se presentan cargadas de numerosos y variados acontecimientos. Cabe destacar el Festival Nacional de Folclore iniciado en 1982, el Gran Premio Ciclista Virgen de la Consolación fundado en 1953 y el Trofeo Nacional de Motocrós de Los Conejos iniciado en 1978. Destacan igualmente diversos festivales de tunas, bandas de música, canino y muestras de panocho y zarzuela. También se realizan multitud de campeonatos deportivos, concursos infantiles, conciertos musicales y misas.
Fiestas de Moros y Cristianos (primer fin de semana de octubre)
Fiestas surgidas en 2018 por iniciativa popular, aunque basadas muy fielmente en los acontecimientos históricos acaecidos en Molina de Segura durante la dominación árabe. Tiene lugar un acto de apertura oficial en el MUDEM o Museo de la Muralla, una convivencia y comidas en un campamento festero, un gran desfile con los 4 grupos locales y los otros 9 municipios murcianos con esta festividad, y múltiples actos asociados. Existen las kábilas Mulinat-as-Sikka y Rey Lobo, y las mesnadas Huestes de Fernando III e Infante Juan Manuel. 
Fiestas den barrios, pedanías y urbanizaciones (todo el año)
En el caso de Fenazar, La Albarda, La Espada, Comala y La Hurona, las celebran en agosto dedicadas a Nuestra Señora de los Ángeles. Ribera de Molina celebra sus fiestas en junio en honor al Sagrado Corazón de Jesús y siempre el último domingo de abril la Fiesta de la virgen, Llano de Molina y Torrealta también en septiembre y dedicadas a la Purísima Concepción y a Nuestra Señora de los Remedios respectivamente. Los Valientes dedica sus fiestas de agosto a Nuestra Señora de las Mercedes, y El Rellano y Campotéjar Alta en julio en honor a la Virgen del Cármen y en agosto en honor a María Auxiliadora. También existen fiestas en La Hornera y en las urbanizaciones de Altorreal por San Juan en junio, La Alcayna, por San Pedro en junio, Los Conejos por la Virgen del Carmen en julio y El Romeral II por la Virgen del Romeral en agosto. Los barrios con fiesta son generalmente San José, Fátima y Centro en mayo, San Antonio y Los Vientos en junio, El Cármen, Punta del Lugar y Santa Rita en julio, San Roque en agosto y San Miguel en septiembre.
Los Inocentes y el Carracachá
Los 28 de diciembre tiene lugar desde tiempo inmemorial el baile de pujas que en un principio organizaba la Hermandad del Santísimo Sacramento y Ánimas.
Con el fin de recaudar fondos, la Hermandad organizaba en la calle Ancha, un baile de pujas donde los mozos ofrecía dinero a los hermanos graciosos, vestidos tipo arlequín de rojo y verde, para bailar con las mozas de su gusto.
La música y el baile que sonaba en estos eventos era el famoso baile del Carracachá y otras jotas, parrandas…
Una costumbre que se sigue realizando por parte del Grupo de Coros y Danzas de Molina, en la plaza del Ayuntamiento.

### El meteorito de Molina de Segura
En la madrugada de Nochebuena de 1858 cayó en Molina de Segura el mayor meteorito recogido nunca en España.
El meteorito, que pesaba unos 112,5 kg de peso, fue descrito como «una piedra de figura cuadrangular, color negruzco y de un peso extraordinario comparado con su volumen, pues tenía diez arrobas y quince libras, lo cual, unido a que no se parece a piedra alguna de las que ellos habían visto hasta entonces en aquellos alrededores ni en otra parte» según el informe encargado por Rafael Martínez Fortún, vecino de Molina de Segura en cuya hacienda cayó el meteorito. También se puede leer en dicho informe que «las personas que estaban en las calles, en los caminos y en los campos vieron aparecer un magnífico globo de fuego de una brillantez extraordinaria y deslumbradora, que ostentando los colores del arco iris, oscureció la luz de la luna y descendió majestuosamente desde las regiones aéreas».
Hasta ahora se desconocía el lugar exacto de Molina de Segura donde impactó la roca extraterrestre, pero Martínez Fortún indica que su hacienda estaba en el Partido de la Hornera. Recientemente se ha declarado lugar de interés geológico de la Región de Murcia al paraje conocido como «Alrededores del Rellano y meteorito de Molina de Segura». Además el ayuntamiento de la localidad se ha propuesto, con la ayuda de los científicos, realizar un estudio detallado de la zona por si aparecieran nuevos datos o piezas.
En 1863 la reina Isabel II aceptó su donación al Museo Nacional de Ciencias Naturales (CSIC), en Madrid, donde se conserva y exhibe desde entonces. Con el paso de los años algunas piezas pequeñas del meteorito de Molina de Segura también se repartieron por diferentes colecciones e instituciones del mundo, como el Museo de Historia Natural (Reino Unido), el Museo Field de Chicago (Estados Unidos), o la colección de meteoritos del Vaticano. En una publicación de los científicos Jesús Martínez Frías, geólogo planetario del Centro de Astrobiología (INTA/CSIC), y Rosario Lunar, catedrática de Cristalografía y Mineralogía de la Universidad Complutense de Madrid se propone al International Meteoritical Bulletin, considerada la base de datos oficial de los meteoritos del mundo, que sustituyan el nombre de «meteorito de Molina», con el que permanece registrado, por el de «meteorito de Molina de Segura». Consideran que este término es más preciso, ya que los meteoritos llevan el nombre de la localidad de caída o hallazgo (o en su defecto la más cercana) y la localidad de Molina cambió a Molina de Segura a propuesta, en 1916, de la Sociedad Geográfica Real. En el año 2015 se ha solicitado su traslado desde Madrid a Molina de Segura, para ser expuesto en el gran Museo de la Muralla Medieval, con un presupuesto de 12 millones de euros.

### Asociacionismo
En Molina de Segura existe un tejido asociativo de los más activos del sureste español, pionero en multitud de campos de la vida social, cultural o educativa. Las asociaciones de vecinos del municipio se cuentan por más de 40, siendo pioneras regionales en su fundación. Recientemente se ha aprobado por el Ayuntamiento de Molina de Segura el llamado Estatuto de Participación Ciudadana, que da herramientas de participación activa a todos los vecinos, mediante la formación de 5 juntas de zona en que se ha dividido el término municipal. Las inversiones anuales entre otros capítulos, son decididas en asambleas, reuniones y grupos de trabajo por los dirigentes vecinales por medio de la Federación de Asociaciones de Vecinos Interbarrios. Otros sectores punteros en la participación activa son las asociaciones deportivas, las culturales, literarias, o las de corte familiar como de mujeres, juveniles o de mayores.

## Ciudades hermanadas
- Châtellerault, Francia